# Pitulice fluierătoare
Pitulicea fluierătoare (Phylloscopus trochilus), numită și pitulice verde fluierătoare, pitulice verde, este o pasăre mică, migratoare, predominant insectivoră, din familia filoscopide. Este o pasăre de vară comună și larg răspândită în Eurasia, din Insulele Britanice și nordul Scandinaviei spre est prin Rusia până în estul Siberiei, iar la sud până în sudul Franței, nordul Italiei, nordul fostei Iugoslavii, nordul României, Republica Moldova, nordul Ucrainei. Iernează în Africa subsahariană. Cuibărește în pădurile de foioase și mixte în care obișnuit predomină mesteacănul, dar și în desișurile de mesteacăn și salcia și tufărișurile din tundra arctică; de asemenea, în landele din zonele temperate, în zonele umede cu ariniș și sălciș, în grădini mari neîngrijite, livezi, garduri vii, în taluzurile căilor ferate și în pășuni cu tufe de graminee. În zonele montane, cuibărește pe pantele acoperite cu tufărișuri până la 1000 m. În România și Republica Moldova este oaspete de vară și cuibărește în pădurile cu copaci rari, în tufărișurile de-a lungul văilor, pe lângă pâraiele și drumurile de pădure, lizierele bogate în subarboret. În România populația cuibăritoare este estimată la 5.000-50.000 de perechi, iar în Republica Moldova 1-10 de perechi cuibăritoare. Sunt recunoscute trei subspecii: Phylloscopus trochilus trochilus (subspecia nominată), Phylloscopus trochilus acredula și  Phylloscopus trochilus yakutensis. În România cuibărește subspecia P. t. trochilus, iar în pasaj este întâlnită P. t. acredula și P. t. yakutensis; în Republica Moldova cuibărește subspecia P. t. acredula. Se aseamănă cu pitulicea mică, cu care poate fi confundată. Are o lungime de 11-12,5 cm și o greutate de 6,3-14,6 g. Atinge în libertate longevitatea maximă de 11 ani și 8 luni. Subspecia P. t. yakutensis realizează una dintre cele mai lungi migrații de peste 13.000 de kilometri în 93-118 zile spre sud-estul Africii, luând în considerare talia păsării, care este foarte mică. Sexele sunt asemănătoare și nu se pot diferenția după penaj. Subspecia nominată în penajul nupțial proaspăt are sprânceana lungă și îngustă, gălbuie sau galben-albicioasă, mai albă în spatele ochiului, dunga de peste ochi de aceeași lungime este îngustă, brun-măslinie; obrazul și regiunea auriculară brun-închise, cu o nuanță gălbuie. Părțile superioare sunt verzi-măslinii sau brun-măsliniu-verzui cu o nuanță cenușie. Rectricele cozii, remigele aripilor și tectricele supraalare au marginile laterale brun-măslinii, cu o nuanță verzuie. Gâtlejul și pieptul sunt albicioase, striate cu galben-lămâi, bărbia este de obicei mai albă; abdomenul este albicios, uneori cu câteva striații galbene; flancurile albicioase, cu o nuanță ocru-deschisă; tectricele subcodale alb-gălbui. Ciocul de culoare închisă brun-cornie, cu baza mandibulei inferioare de culoare variabilă - gălbuie până la portocalie. Picioarele brun-deschise sau roz-brunii, excepțional mai întunecate sau mai cenușii. Cântecul este foarte deosebit, un fluierat fin, plăcut, "sisisi-vui-vui-vui-se-se svi-svi-svi-saie saie sesese-sesiivui", cu note ce cresc ca tonalitate spre mijlocul frazei, pentru a coborî spre sfârșitul acesteia. Cântecul durează în medie circa 3 secunde și este reluat aproape la fiecare 12 secunde.  Se hrănește mai ales cu insecte și cu ouăle și larvele lor, dar și cu păianjeni și melci; toamna consumă și fructe și semințe de mur și de zmeur, fructe de soc și coacăz. Prinde insectele în principal prin frunziș, mai ales în coroanele copacilor, dar și în etajele inferioare ale copacilor, în tufișuri și în vegetație joasă. Masculii sunt adesea poligami, un mascul putând forma pereche cu 2-3 femele. Teritoriul ocupat este apărat de mascul cu agresivitate, iar încăierările sunt frecvente. Cuibul este construit de femelă și are forma unui manșon sferic cu o intrare laterală, fiind instalat în ierburi înalte din pădurile rare sau pe liziera pădurilor unde crengile arborilor sunt mult lăsate spre suprafața solului, în zone cu multe tufe și plante perene înalte, mai rar într-un copac până la 4,8 m de la pământ. Femela îl construiește din ierburi uscate, bețișoare, rădăcini, resturi vegetale, mușchi. Interiorul îl căptușește cu fire de iarbă fină, rădăcinuțe, păr de animale și pene. Ponta este depusă în aprilie-iulie și constă din 4-8 ouă.  De obicei depune o singură pontă, dar a doua pontă nu este rară. Incubația este asigurată numai de către femelă și durează 12-14 zile. Puii din cuib sunt hrăniți mai ales de femelă, masculul o poate ajuta. Puii părăsesc cuibul după 11-15 de zile de la eclozare și devin independenți după 12-16 zile de la părăsirea cuibului.

## Denumirea
Denumirea latină Phylloscopus a genului, provine din cuvintele latine phyllo (din greacă phullon) = frunză + scopus (din greacă skopos) = cercetător, observator, examinator, căutător, deoarece acest gen include specii care își petrec o mare parte din timpul lor hrănindu-se în arbori "examinând frunzele". Denumirea latină a speciei trochilus provine din cuvântul latin trochilus, din greaca trokhilos (τροχιλος) = o pasăre mică de pădure sau o pasăre riverană menționată de Aristotel, identificată ulterior de autori cu ochiuboului (Troglodytes troglodytes). Numele trokhilos a fost folosit în continuare de Aristotel, Herodot, Athenaios, Aristofan și Dionysios pentru pasărea crocodilului (Pluvianus aegyptius), și de Linnaeus pentru pitulicea fluierătoare (Motacilla trochilus).
Denumirea română de pitulicea fluierătoare arată că această pitulice are un cântec deosebit, un fluierat fin, plăcut.

## Taxonomia
Pitulicea fluierătoare a fost descrisă sub denumirea științifică Motacilla Trochilus de Linnaeus în 1758 în Europa (= Anglia).
Hibridizează cu pitulicea mică (Phylloscopus collybita) și pitulicea verzuie (Phylloscopus trochiloides). Trei subspecii sunt recunoscute: trochilus (subspecia nominată), acredula și yakutensis. Variația geografică este într-o oarecare măsură clinală; subspecia acredula în vestul arealului este mai asemănătoare cu subspecia nominată, devenind mai cenușie și apoi mai brunie spre est.

## Subspecii și arealul
Pitulicea fluierătoare este o pasăre de vară migratoare comună și larg răspândită în Eurasia, din Insulele Britanice și nordul Scandinaviei spre est în nordul Rusiei, iar la sud până în sudul Franței, nordul Italiei, nordul fostei Iugoslavii, nordul României, centrul Rusiei și sud-vestul Siberiei. Cu toate că vrabia de casă, graurul și porumbelul sunt cu siguranță păsări foarte comune în majoritatea țărilor din nordul Europei, adesea este o surpriză pentru mulți, cu excepția ornitologilor, că pitulicea fluierătoare, o pasăre de care puțini au auzit, este și mai numeroasă. Împreună cu Rusia Europeană, această pasăre mică atractivă ar putea avea vara în mod surprinzător în jur de 150 de milioane de perechi. Toamna, aceste păsări migrează în masă spre sud pentru a ierna în sudul Africii și se reîntorc în Europa în aprilie și începutul lunii mai.
Sunt recunoscute trei subspecii, legate prin zone largi de intergradație, și de aceea multe păsări sunt dificil sau imposibil de atribuit vreunei subspecii.
- Phylloscopus trochilus trochilus (Linnaeus, 1758)  - subspecia nominată – cuibărește în nordul și centrul Europei din Insulele Britanice (Irlanda, Marea Britanie), Franța și unele părți nordice ale Spaniei spre est, prin Europa Centrală, extremitatea sudică a Scandinaviei și Germania până în sudul Poloniei, nordul României (Munții Carpați) și spre sud până în nordul fostei Iugoslavii. Trece treptat din punct de vedere morfologic în subspecia acredula în sudul Suediei, nordul Poloniei, vestul Bielorusiei și nordul Ucrainei. Migrează prin sudul Europei, regiunea mediteraneană și nordul Africii. Iernează în vestul și vest-centrul Africii tropicale, de la Guineea până la Angola și din sudul Sudanului până la Capul Bunei Speranțe. Sinonim Phylloscopus trochillus fitis Bechstein, 1793.[16][17][18][19][20]

- Phylloscopus trochilus acredula (Linnaeus, 1758)  - cuibărește în estul Europei și centrul Siberiei din Scandinavia (cu excepția sudului Suediei), Statele Baltice spre est prin Rusia până la fluviul Enisei, unde intergradează cu Phylloscopus trochilus yakutensis; la sud până în estul Carpaților, Republica Moldova, Ucraina, Volga Inferioară, sudul Uralilor, nordul Kazahstanului și vestul munților Saian. Migrează prin estul Mediteranei. Iernează în centrul, estul și sudul Africii din Camerun până în sudul Keniei și la sud până în Africa de Sud. Sinonim Phylloscopus trochilus eversmanni Bonaparte, 1850.[16][17][18][19][20]

- Phylloscopus trochilus yakutensis Ticehurst, 1935 - cuibărește în centrul și estul Siberiei, de la fluviul Enisei, unde intergradează cu P. t. acredula,  la nord până la marginea sudică a tundrei, la est până la fluviile Kolîma și Anadîr, și spre sud până în nordul munților Saian, cursul inferior al fluviului Angara și munții Verhoiansk. Migrează prin Orientul Mijlociu. Iernează în estul și sudul Africii.[16][17][18][19][20]

## Identificarea
Este o pitulice tipică mică și zveltă, cu aripile destul de lungi și ascuțite, coadă cu vârful pătrat ușor bifurcat, ciocul scurt, drept și mic și picioarele subțiri și lungi.  Are o lungime de 10-12 cm.
Părțile superioare, aripile și coada sunt verzi-brunii sau verzi-măslinii cu o nuanța cenușie, uneori cu o nuanță mai deschisă și mai verzuie pe târtiță. Există o oarecare variație geografică, nuanța verzuie este mai evidentă la păsările din vestul Europei, păsările nordice și estice fiind în general mai cenușiu-brunii, mai puțin verzui deasupra.  Părțile inferioare sunt alb-gălbui, abdomenul albicios,  gâtlejul și pieptul albicioase, nuanțate sau striate cu galben-lămâi, bărbia de obicei mai albă, laturile pieptului și flancurile albicioase, cu o nuanță brun-gălbuie sau ocru-deschisă, tectricele subcodale alb-gălbui.
Singura trăsătură distinctivă mai evidentă pe teren este sprânceana lungă alb-gălbuie, accentuată de dedesubt de dunga de peste ochi brun-măslinie sau verde-cenușie. Obrazul și regiunea auriculară brun-închise sau cenușiu-măslinii, cu o nuanță gălbuie sub ochi.
Ciocul brun-închis cu marginile tăioase gălbui, adesea baza mandibulei inferioare este gălbuie sau roz-gălbuie. Picioarele de obicei roz-brunii sau brun-gălbui (rareori mai întunecate, cenușiu-bruniu închise).
Se confundă adesea cu pitulicea mică, dar pe lângă voce mai diferă prin picioarele de regulă roz-brunii sau brun-deschise (la pitulicea mică mai întunecate, negricioase sau cenușiu-brunii); de obicei sprânceana este mai lungă și mai intens palidă, lorul și dunga de peste ochi mai întunecate, dând feței un colorit mai evident; regiunea auriculară cenușiu-măslinie, dar obișnuit destul de palidă sub ochi (la pitulicea mică este mai uniform întunecată și de aceea semilună oculară inferioară albă devine mai evidentă); ciocul este obișnuit ceva mai puternic, cu laturile și baza mai evident roz-gălbui (la pitulicea mică ciocul este mai subțire și mai întunecat, brun-închis sau negricios); are corpul puțin mai alungit, nu atât de îndesat și rotunjit ca la pitulicea mică; proiecția remigelor primare este mai lungă (adesea ¾ din lungimea remigelor terțiare; la pitulicea mică este între ½  și ⅔). Pitulicea mică are patru emarginații pe aripă (pe remigele primare 3-6), iar pitulicea fluierătoare numai trei (pe remigele primare 3-5).

## Descrierea (Subspecia nominată)

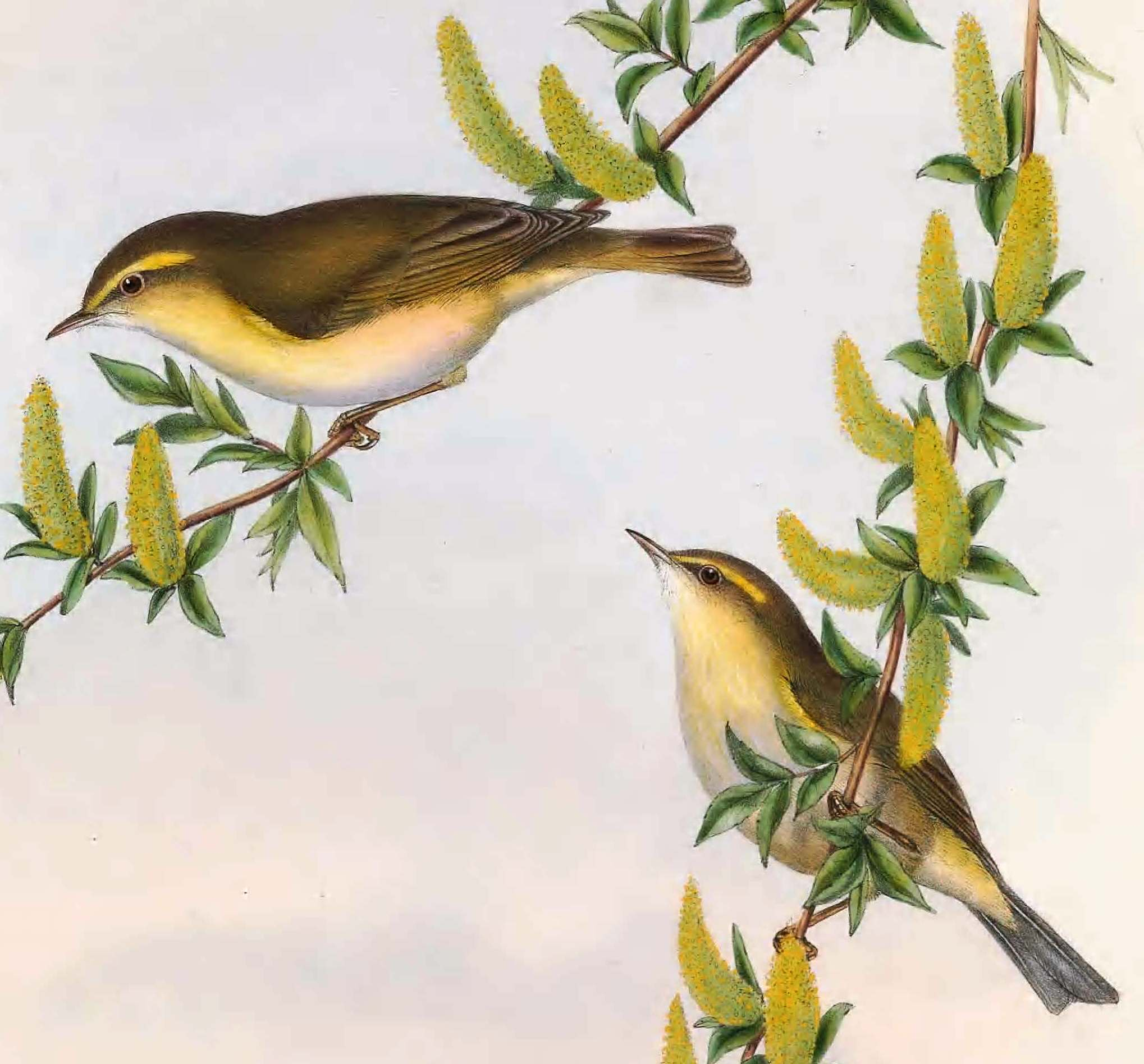
Pitulicea fluierătoare după John Gould (1873)

Pitulicea fluierătoare este o pitulice zveltă, de talie mică, de aceeași dimensiune cu pițigoiul albastru (Parus caeruleus), cenușiu-verzuie deasupra și alb-gălbuie dedesubt, cu aripile destul de lungi și ascuțite, proiecția lungă a remigelor primare, ciocul destul de lung și ascuțit, sprânceana destul de evidentă de culoare alb-gălbuie sau gălbuie și picioarele subțiri de obicei brun-deschise. Are o lungime de 11-12,5 cm și o greutate de 6,3-14,6 g. Sexele sunt asemănătoare și nu se pot diferenția după penaj, însă după "zona de clocit" este posibilă delimitarea lor. Masculii sunt în general mai mari și au aripile mai lungi decât femele.
Adultul în penajul nupțial (subspecia nominată Phylloscopus trochilus trochilus) are părțile superioare, inclusiv creștetul, cenușiu-verzui sau verzi-brunii (sau verzi-măslinii, brun-măslinii) cu o nuanța cenușii, dar târtița are uneori o nuanță mai deschisă și mai verde-strălucitoare. Nuanța verzuie de pe părțile superioare este mai evidentă la păsările din vestul Europei, cele din nordul Fenoscandiei sunt adesea mai brun-cenușii.
Sprânceana este distinctă de culoare alb-gălbuie sau gălbuie, partea anterioară a sprâncenei este bine conturată, devenind mai neclară și de obicei mai albă posterior (în spatele ochiului). Sprânceana este îngustă și destul de lungă și se întinde de la baza ciocului până deasupra regiunii auriculare. Lorul (frâul) și dunga de peste ochi (dunga oculară) sunt înguste, de aceeași lungime cu sprânceana, și au o culoare închisă brun-măslinie sau verde-cenușie. Obrazul și regiunea auriculară sunt brun-închise sau cenușiu-măslinii, cu o nuanță gălbuie mai ales sub ochi.

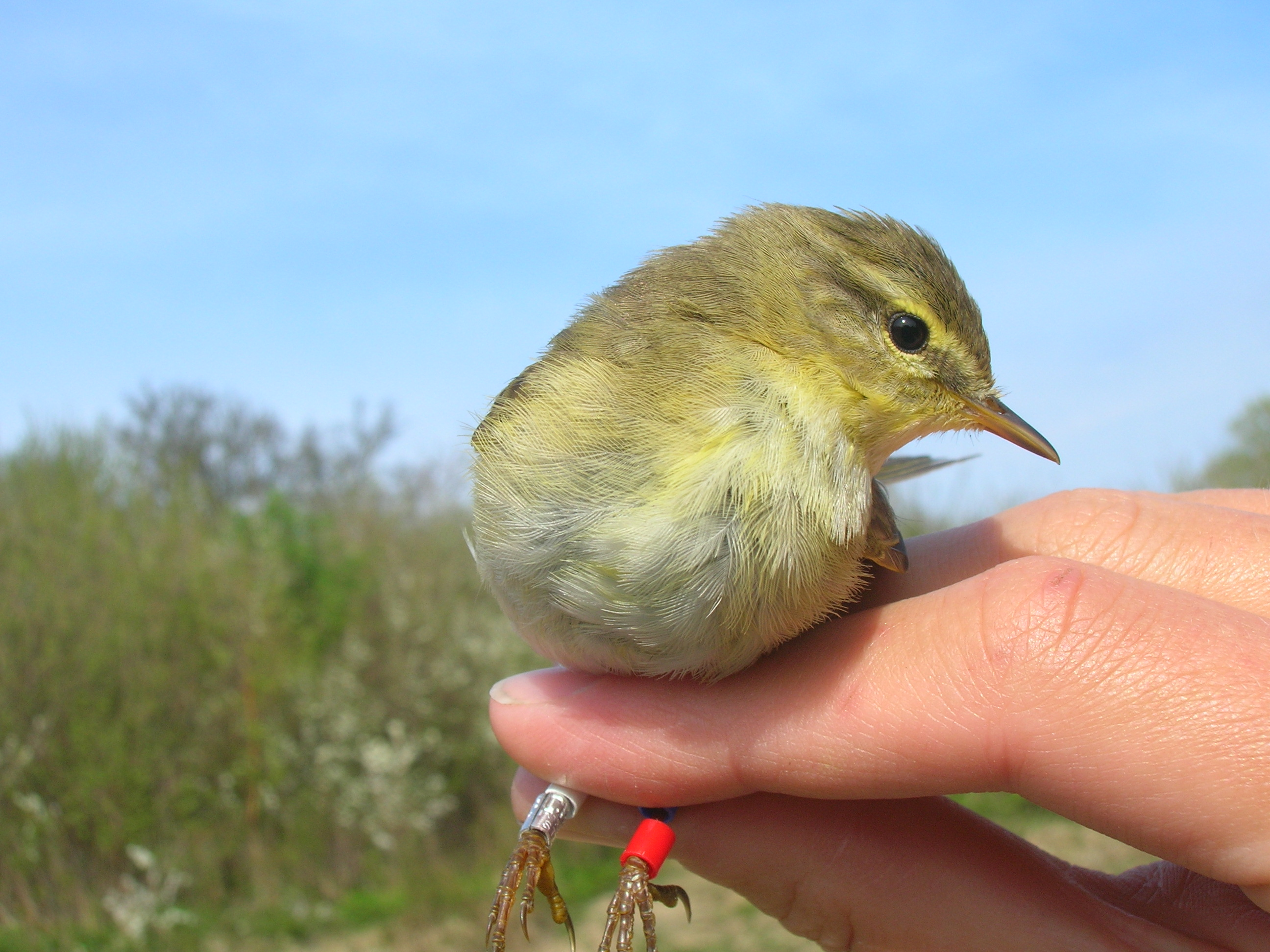
Pitulicea fluierătoare în mână

Părțile inferioare sunt în cea mai mare parte alb-gălbui în penajul proaspăt. Abdomenul este albicios, uneori cu câteva striații galbene. Gâtlejul (gușa) și pieptul albicioase, nuanțate sau striate cu galben-lămâi, bărbia este de obicei mai albă. Laturile pieptului și flancurile albicioase, cu o nuanță brun-gălbuie sau ocru-deschisă. Tectricele subcodale alb-gălbui.
Aripile sunt destul de lungi și ascuțite și coadă destul de lungă cu vârful pătrat, ușor bifurcat. Proiecția remigelor primare (= porțiunea remigelor primare care se extinde dincolo de vârful celei mai lungi remige terțiare) este destul de lungă, adesea reprezintă circa 3/4 sau este chiar egală cu lungimea remigelor terțiare. Aripile și coada sunt măsliniu-deschise sau verzi-brunii. Rectricele cozii și remigele aripilor, inclusiv remigele terțiare, remigelor secundare mediale și alula, au marginile laterale mai strălucitoare, dar neclare, de culoare deschisă galben-verzuie (măsliniu-gălbuie) sau brun-măslinie, cu o nuanță verzuie evidentă, iar remigele primare mijlocii și mediale sunt tivite pe vârfuri cu alb. Tectricele supraalare brune, tivite pe margini cu brun-măsliniu cu o nuanță verzuie. Tectricele subalare și axilare galben-deschise sau galben-sulfurii, adesea clar vizibile pe curbura aripii.
Ciocul este scurt, drept și mic. Mandibula superioară brun-cornie sau brun-închisă, cu marginile tăioase mai deschise, gălbui; mandibula inferioară gălbui-strălucitoare până la ocru-cărnie, baza mandibulei inferioare de culoare mai deschisă, gălbuie sau roz-gălbuie până la portocalie. Picioarele lungi de culoare variabilă, de obicei brun-deschise sau brun-gălbui, roz-brunii, brun-portocalii, gălbui-cărnii (gălbui-carniole), rareori mai întunecate sau mai cenușii: brun-închise, brun-cenușii-închise sau cenușiu-ardezii; tălpile sunt de culoare mai deschisă. Irisul brun-închis sau castaniu.
Culoarea penajului variază foarte mult în cadrul subspeciei nominate P. t. trochilus și există mulți indivizi la care pigmenții verzi și galbeni sunt absenți, așa încât părțile superioare sunt măsliniu-brunii, iar părțile inferioare albicioase, cu o ușoară nuanță ocru-gălbuie spălăcită pe piept și flancuri. În populațiile cu nuanțe strălucitoare și abundente, uzura penajului le slăbește astfel încât părțile superioare devin brune sau măslinii (mai puțin verzi) și părțile inferioare mai palide și mai spălăcite. Indivizi cu un colorit mai șters și mai cenușiu-bruniu, asemănători cu subspecia acredula, se întâlnesc rar în arealul subspeciei trochilus.

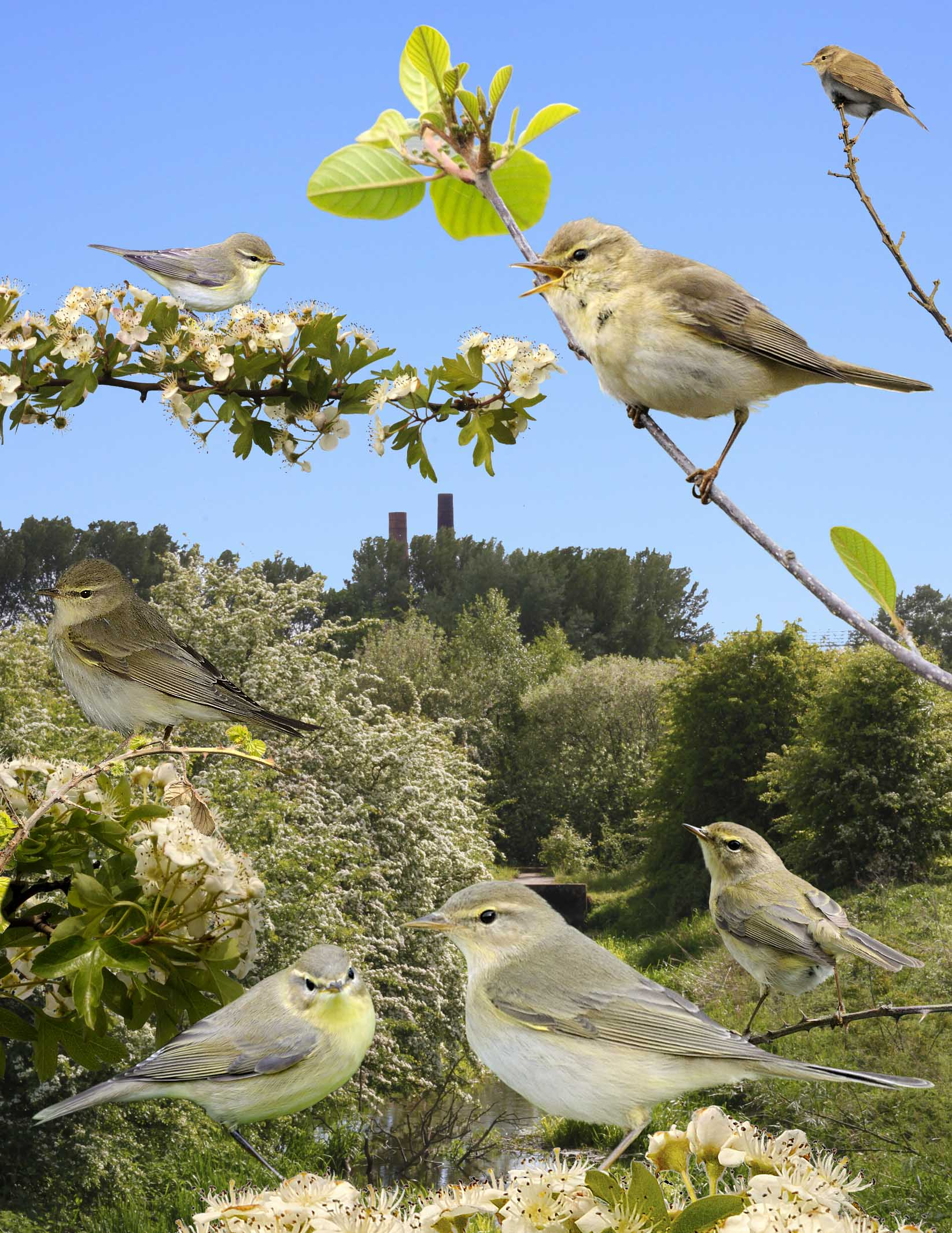
Pitulicea fluierătoare după Crossley ID Guide Britain and Ireland

### Vârsta

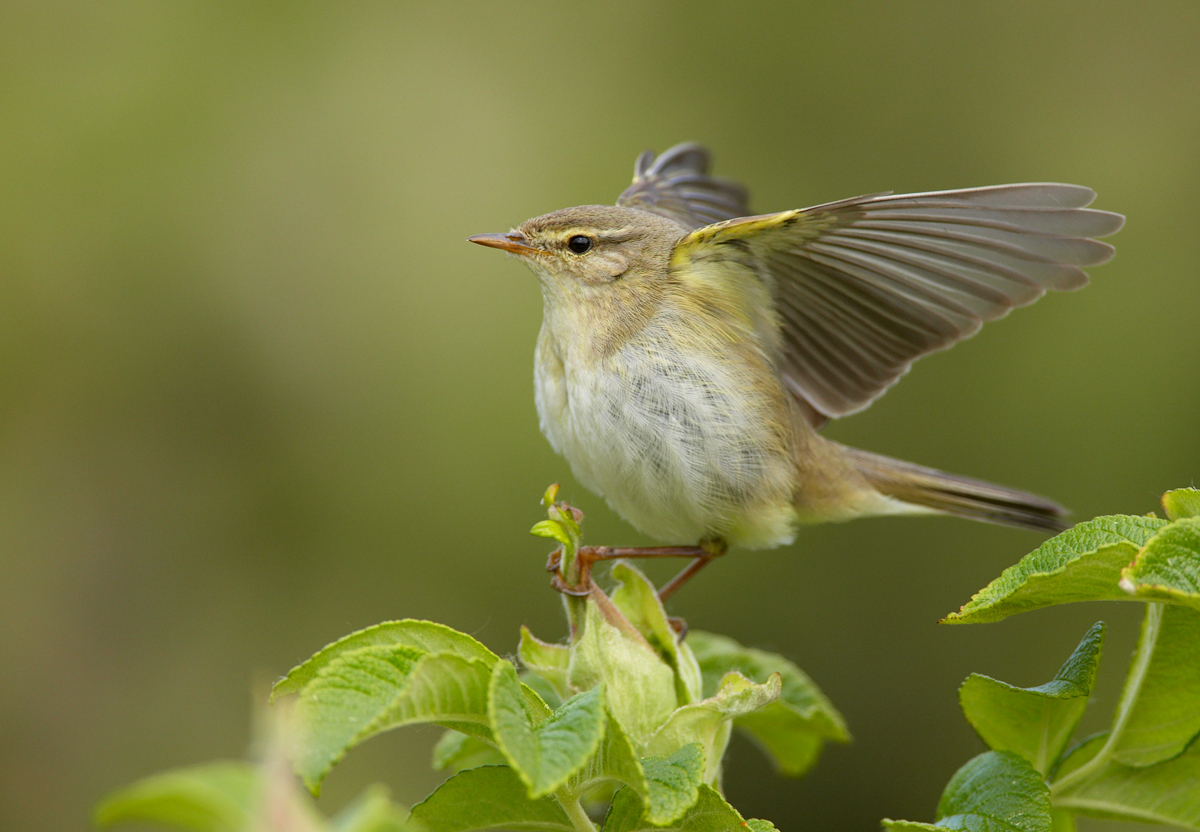
Pitulicea fluierătoare cu aripile desfăcute

Există diferențe mici legate de vârstă numai în primul an calendaristic de viață.
Adultul în penajul nupțial proaspăt are părțile superioare brun-măsliniu-verzui, dar târtița este uneori puțin mai palidă. Partea anterioară a sprâncenei este bine conturată gălbuie sau galben-albicioasă, devenind mai neclară posterior. Lorul și dunga de peste ochi sunt brun-măslinii; obrajii și regiunile auriculare brun-închise, cu o nuanță gălbuie. Gâtlejul și pieptul albicioase, striate cu galben-lămâi, bărbia este de obicei mai albă; abdomenul albicios, uneori cu câteva striații galbene; flancurile albicioase, cu o nuanță ocru-deschisă; tectricele subcodale alb-gălbui. Rectricele cozii și remigele aripilor, inclusiv remigele terțiare și alula, au marginile laterale brun-măslinii, cu o nuanță verzuie evidentă, iar remigele primare mijlocii și mediale sunt tivite pe vârfuri cu alb.
Adultul în penajul nupțial uzat (aprilie-iunie) are părțile superioare brun-măsliniu-surii, fără vreo urmă de nuanță verzuie. Sprânceana este mai albă. Părțile inferioare albe, cu niște striații vagi gălbui numai pe piept și flancuri. Marginile rectricelor cozii măsliniu-verzui și marginile remigelor aripilor brun-măsliniu-deschise, uneori în mare măsură uzate; remigele terțiare, vârfurile remigelor primare și rectricele cozii uzate și erodate.
Adultul în penajul postnupțial proaspăt năpârlit  (toamna) este asemănător cu adultul în penajul nupțial, dar părțile superioare au o ușoară nuanță mai verzuie deasupra. Marginile remigelor aripilor sunt mai verzui și mai evidente. Vârfurile rectricelor cozii sunt clare și rotunjite, au porțiunile centrale întunecate și lucioase și marginile și vârfurile înguste albicioasă. Culoarea de fond a părților inferioare este albicioasă sau alb-gălbuie deschisă cu striații galben-lămâi pe porțiunea inferioară a gâtlejului și pe piept, rareori puțin mai gălbuie peste tot. În penajul uzat părțile superioare sunt vădit mai brunii. Marginile verzui ale rectricelor cozii, remigelor aripilor și tectricelor supraalare sunt cu mult reduse, uneori uzate complet.

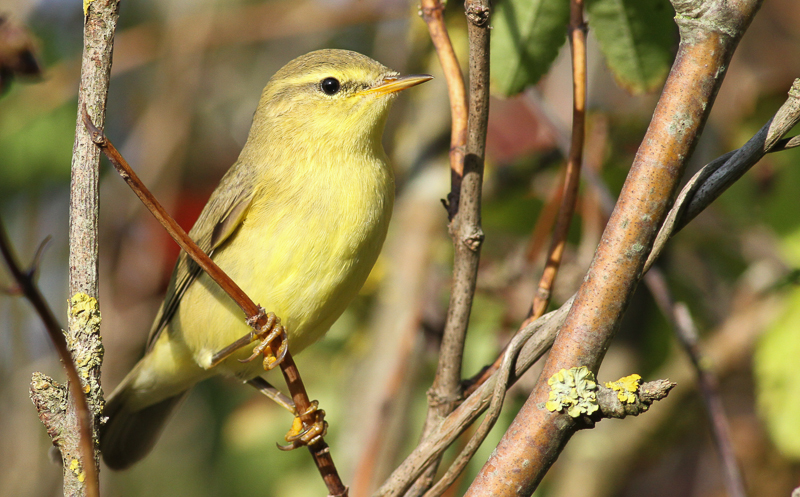
Juvenilul pitulicii fluierătoare

Juvenilul (toamna) este mai bruniu deasupra decât adultul, iar sprânceana este mai galbenă. Părțile inferioare sunt alb-spălăcite, cu o nuanță mult mai viu gălbuie, mai uniformă, mai puțin limitată la striații și mai extinsă decât la adult, în special pe gâtlej, piept și flancuri, cu excepția bărbiei și tectricelor subcodale mai albe, și a nuanței ocru (brun-gălbui) pe laturile pieptului, abdomenul este întrucâtva mai gălbui. Textura penajului este laxă și pufoasă. Penajul este mai mult sau mai puțin proaspăt, dar la mulți apar primele semne de erodare a vârfurilor remigelor primare și rectricelor, acestea din urmă sunt adesea uzate subtil la vârfuri și au marginile de obicei mai puțin contrastante decât adultul.
Imaturul în prima iarnă după năpârlirea post-juvenilă a tectricelor corpului are o înfățișare foarte asemănătoare cu cea a adultului, dar sprânceana, obrajii și regiunile auriculare sunt mai clar nuanțate cu galben, și părțile inferioare sunt mai gălbui decât albe, mai ales pe abdomen. Uneori au o slabă nuanța ocru (brun-gălbuie) pe laturile pieptului.

### Date biometrice

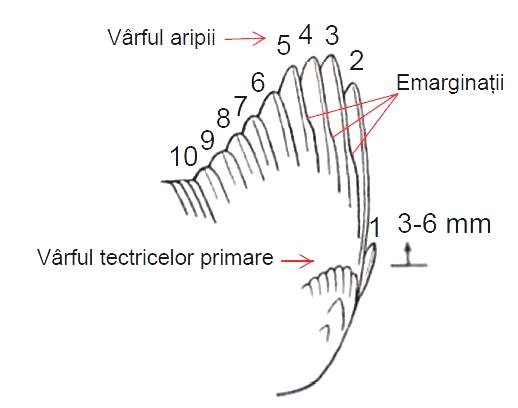
Formula alară. Cifrele indică remigele primare, după Lars Svensson

Lungimea totală 11-12,5 cm. Lungimea aripii ♂ 64-71 mm (în medie 68,5), ♀ 61-68 mm (în medie 63,9). Lungimea cozii ♂ 45-54,5 mm (în medie 50,7), ♀ 44-51 mm (în medie 47,5). Lungimea cozii/Lungimea aripii (în procente) este în medie 74,1. Lungimea ciocului 10,6-13,0 mm (în medie 11,8). Lungimea tarsului 18,3-20,4 mm (în medie 19,2).
Formula alară: Prima remige primară depășește vârful tectricelor primare cu 3-6 mm și este mai mică decât a 2-a remige primară cu 31-35 mm la masculi,  și cu 27-30,5 mm la femele. A 2-a remige primară este mai mică decât vârful aripii cu 3,5-7 mm și egală cu a 5/6-a remige primară (88%) sau egală cu a 6-a (8%), sau egală cu a 6/7-a (3%; numai la femele) sau egală cu a 5-a (1%). Remigele primare 3-4 sunt aproximativ egale și cele mai lungi și formează vârful aripii. A 5-a remige primară este mai mică decât vârful aripii cu 1-3 mm. A 6-a remige primară este mai mică decât vârful aripii cu 5-8 mm. A 7-a remige primară este mai mică decât vârful aripii cu 8-12 mm. A 10-a remige primară este mai mică decât vârful aripii cu 14-18,5 mm. Prima remige secundară este mai mică decât vârful aripii cu 15-19,5 mm. Pe steagul extern al remigelor primare 3-5 există emarginații (și numai extrem de rar o urmă de emarginație distală și pe a 6-a remige primară la unele femele).

## Variația geografică

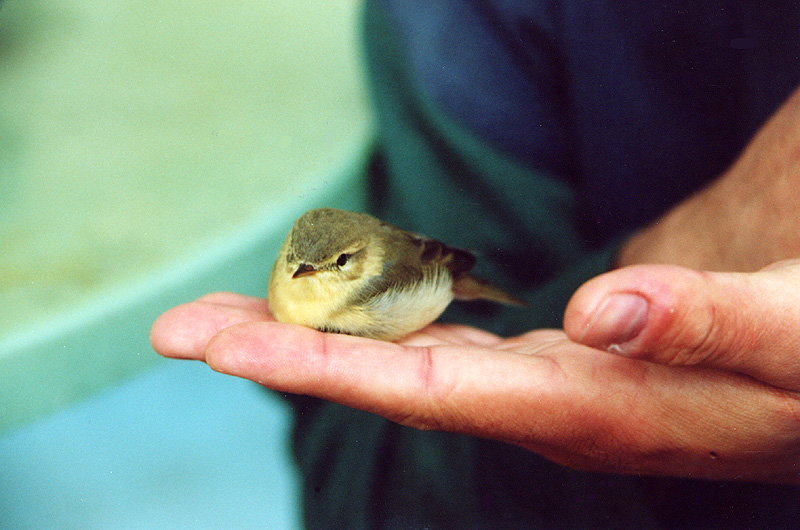
Pitulicea fluierătoare în mână

Sunt recunoscute trei subspecii, legate prin zone largi de intergradație, și de aceea pentru multe păsări este dificil de stabilit o zonă anumită.
Variația geografică este într-o oarecare măsură clinală. Păsările devin mai cenușii, mai puțin verzi și galbene, și subtil mai mari, într-o variație clinală de la sud-vest spre est. Subspecia acredula în vestul arealului este mai asemănătoare cu subspecia nominată, devenind mai cenușie și apoi mai brunie spre est. La capătul estic al arealului (subspecia yakutensis) părțile superioare devin brun-cenușii cu numai o urmă de verde-măsliniu pe târtiță și marginile penelor aripii și cozii; părțile inferioare sunt de culoare albă spălăcită, pătate cu cenușiu pe piept și flancuri.

### Phylloscopus trochilus trochilus
Phylloscopus trochilus trochilus (sin. fitis) - subspecia nominată - cuibărește în vestul Europei la nord până în sudul Suediei, la est până în sudul Poloniei și nordul României. Iernează în vestul și vest-centrul Africii în savanele subsahariene, în principal din sudul Senegalui până în Camerun. A fost descrisă mai sus (vezi descrierea, subspecia nominată). Trece treptat din punct de vedere morfologic în subspecia acredula în sudul Suediei, nordul Poloniei și nordul Ucrainei, iar multe păsări sunt imposibil de atribuit vreunei subspecii, aceste dificultăți fiind chiar mai mari pentru păsările în pasaj sau care iernează. De obicei este un pic mai brun-măslinie strălucitoare sau cu o nuanță verzuie, mai puțin cenușie, pe părțile superioare, și are ceva mai mult galben pe părțile inferioare și pe sprânceană decât subspecia acredula, dar multe sunt foarte asemănătoare sau la fel.

### Phylloscopus trochilus acredula
Phylloscopus trochilus acredula (sin. eversmanni) - cuibărește în Norvegia, nordul Suediei, Statele Baltice, estul Europei, Rusia, Siberia la est până la Enisei; iernează în centrul, estul și sudul Africii din Camerun până în sudul Keniei și la sud până în Africa de Sud.
Subspecia acredula este în general foarte asemănătoare cu subspecia nominată trochilus, dar este mai cenușie, mai puțin verzuie sau brun-măslinie deasupra, și de obicei mai albă și mai puțin galbenă de dedesubt, devenind predominant mai brun-cenușie spre est, iar în estul extrem al arealului are părțile superioare brunii, fără verde-măsliniu, și părțile inferioare albicioase.
Părțile inferioare sunt mai albe, cu puține striații galbene (uneori cu câteva striații numai pe piept și gâtlej), dar în schimb cu striații brun-deschise. Pieptul, tectricele subcodale, sprânceana, laturile gâtului și regiunea auriculară au întotdeauna o nuanță galbenă (dar unele au  numai o ușoară nuanță galbenă).
Subspecia acredula este o subspecie extrem de variabilă, variind de la păsări verzi-măsliniu deschise (tipice), foarte asemănători cu subspecie trochilus, până la păsări mai cenușiu-brunii deasupra și albe de dedesubt, fără nuanțe verzi sau galbene, dar aceste variații sunt doar într-o anumită măsură apropiate geografic. Indivizii care au această gamă de culori pot fi întâlniți unul lângă altul în partea de nord a arealului. Cele mai multe păsări din estul Siberiei (bazinul Eniseiului), dar și păsările aberante cu un penaj neobișnuit din vest până în Laponia, sunt destul de cenușii și spălăcite, aproape fără vreo nuanță verzuie și gălbuie, și aceste păsări siberiene reprezintă forme de intergradare cu subspecia yakutensis.
În penajul uzat, părțile superioare sunt mai brunii și părțile inferioare mai albe. În aceste circumstanțe subspecia acredula este imposibil de distins de subspecia nominată trochilus. Lungimea aripii la subspecia acredula este în medie mai mare decât la subspecia nominată.
Date biometrice. Lungimea aripii la ♂ 67-74 mm (în medie 70,0), la ♀ 63-68 mm (în medie 66,0). Lungimea cozii la ♂ 48-56 mm (în medie 55,1), la ♀ 46-53 mm (în medie 48,4). Lungimea cozii/Lungimea aripii (în procente) este în medie 74,3. Lungimea ciocului 11,1-12,7 mm (în medie 12,0). Lungimea tarsului 17,5-20,9 mm (în medie 19,4). Formula alară: Prima remige primară depășește vârful tectricelor primare cu 1-7 mm, și este mai mică decât a 2-a remige primară cu 30,5-37 mm la masculi și cu 27,5-32 mm la femele. A 2-a remige primară este egală cu a 5/6-a remige primară (93%), sau egală cu a 6-a (5%) sau egală cu a 6/7-a (1%). A 7-a remige primară este mai mică decât vârful aripii cu 7-13,5 mm. A 10-a remige primară este mai mică decât vârful aripii cu 15-19,5 mm. Prima remige secundară este mai mică decât vârful aripii cu 16-20,5 mm.
Dionisie Linția scrie următoarele despre caracterele acestei subspeciei: "Despre forma aceasta scrie E. Hartert, l. c., p. 509, următoarele: O formă greu de distins și puțin cunoscută, a cărei arie de răspândire cere studii mai departe. Stă extraordinar de aproape de P. trochilus trochilus, dar nu se poate nega că exemplarele estice, aproape în general, se deosebesc prin aripa mai lungă (♂ cam 68—72,1, ♀ cam 64—66 mm), iar primăvara și vara prin culoarea mai surie, mai puțin verzuie. Toamna, deosebirea de culoare pare mai puțin accentuată. Prima remige este de cele mai multe ori mai lungă ori mai lată decât la Phyll. troch. troch. și măsoară deseori 18—18,5 mm. Remigea a doua este deseori mai lungă decât la exemplarele din Europa de Vest, dar rămâne între a cincea și a șasea. În cazuri excepționale, ea este mult scurtată și atunci nu e mai lungă, ori poate chiar mai scurtă, decât a șasea. Coada, cam 53—60,5 mm. Tot Hartert, în vol. supliment, p. 242, o caracterizează în felul următor: Phylloscopus trochilus eversmanni (Bp.) este forma cea mai ușor de recunoscut din acest gen. Ea este cea mai deschisă; pe partea superioară sură; numai pe târtiță se poate observa, de multe ori, o nuanță verzuie. Aripa la ♂♂ 68—72, numai excepțional până la 74 mm."

### Phylloscopus trochilus yakutensis
Phylloscopus trochilus yakutensis – cuibărește în centrul și estul Siberiei: bazinul Lenei, Iakutia, Anadîr, migrează rar prin Orientul Mijlociu, iernează în estul și sudul Africii.
Este o subspecie relativ ușor de deosebit care poate fi confundată cu populațiile estice mai deschise la culoare ale subspeciei acredula, este mai cenușie și mai brunie deasupra și mai albă pe părțile inferioare decât subspecia nominată. Subspecia yakutensis are sprânceana albicioasă mai pronunțată decât cea nominată, părțile superioare sunt în întregime brun-cenușii nestrălucitoare (cu excepția târtiței, tectricelor supracaudale și a marginilor remigelor aripilor și rectricelor cozii care sunt verzi-măslinii), părțile inferioare sunt spălăcite de culoare albă, striate sau pătate cu cenușiu pe piept și flancuri, tectricele subalare galbene. În penajul uzat părțile superioare devin cenușii, cu urme măslinii numai pe târtiță.
Este un pic mai mare și de obicei mai spălăcită decât subspecia foarte cenușie acredula, dar diferențele sunt mici, iar cele două subspeciei sunt legate printr-o zonă de intergradație. Diferă de subspecia acredula tipică prin următoarele:
- nu are galben pe piept, care este în schimb striat sau pătat neclar cu cenușiu-bruniu (puține au pete vagi galben-lămâi în penajul proaspăt, dar păsările cuibăritoare în penajul uzat nu au galben; subspecia acredula are întotdeauna striații galbene, uneori vagi, chiar și atunci când cuibăresc);
- tectricele subcodale sunt albe (puține au o nuanță galbenă slabă, dar aceasta nu este tipică, subspecia acredula are întotdeauna o nuanță galben-lămâi deschisă);
- părțile superioare sunt spălăcite, cenușiu-brunii, cu o nuanță măslinie slabă pe partea anterioară a creștetului, pe partea inferioară a spatelui și pe remigele scapulare, și adesea cu o nuanță verde destul de evidentă pe târtiță (care este mai palidă decât restul părților superioare) și pe marginile celor mai multe pene ale aripii și cozii (porțiunea posterioară a creștetului până la manta are în general foarte puțin verde sau verdele lipsește);
- părțile laterale ale gâtului și regiunile auriculare sunt brun-cenușii, fără verde-gălbui.
- sprânceana este variabilă, fie în întregime alb-murdară, sau gălbuie numai pe partea anterioară (în fața ochiului).

Deoarece indivizii subspeciei yakutensis în timpul migrației au un penaj destul de proaspăt, cu mai multe urme de galben și verde, comparativ cu indivizii la care penajul este uzat, aceștia sunt dificil de deosebit de indivizii cu penaj spălăcit și cenușiu ai subspeciei acredula, iar identificarea lor trebuie încercată numai la indivizii cei mai tipici. Păsările care sunt destul de cenușii, și care au tectricele subcodale în întregime albe, dar care nu au pete sau striații vagi cenușii pe piept nu trebuie etichetate ca yakutensis, deoarece astfel de păsări se întâlnesc rar în întreg arealul subspeciei acredula.
Date biometrice. Lungimea aripii la ♂ 69-74 mm (în medie 71,7), la ♀ 64-70 mm (în medie 66,4). Lungimea cozii la ♂ 49-56,5 mm (în medie 52,9), la ♀ 47-53 mm (în medie 49,7). Lungimea ciocului 10,8-12,6 mm (în medie 11,7). Formula alară: Prima remige primară depășește vârful tectricelor primare cu 1,5-5 mm și este mai mică decât a 2-a remige primară cu 22,5-36 mm. A 2-a remige primară este egală cu a 5/6-a remige primară (frecvent) sau egală cu a 6-a sau cu a 6/7-a (rar), uneori egală cu a 5-a sau a 4/5-a. A 6-a remige primară este mai mică decât vârful aripii cu 2-9 mm. A 7-a remige primară este mai mică decât vârful aripii cu 6,5-12,5 mm. A 10-a remige primară este mai mică decât vârful aripii cu 13,5-18 mm. Prima remige secundară este mai mică decât vârful aripii cu 16-20 mm.

## Specii asemănătoare

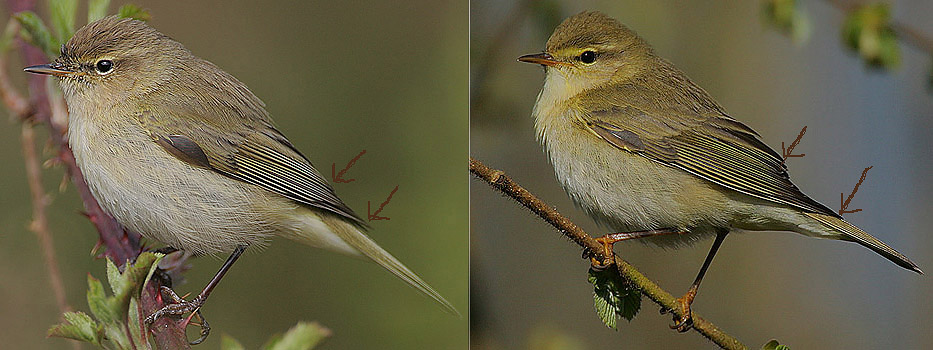
Proiecţia remigelor primare (distanța dintre săgeţi) la pitulicea mică (stânga) și pitulice fluierătoare (dreapta)

Majoritatea speciilor din genul Phylloscopus sunt foarte asemănătoare și necesită o examinare minuțioasă și atentă pentru a fi identificate în mod sigur. Vocea este în general foarte utilă în identificarea lor, chiar și pentru păsările aflate în migrație.
În Europa pitulicea fluierătoare este confundată cel mai des cu pitulice mică (Phylloscopus collybita, subspeciile collybita și abietinus) care are coloritul penajului aproape identic și la care variațiile clinale ale culorii sunt la fel de complexe. Din acest motiv, structura ar trebui să joace întotdeauna un rol esențial în distingerea acestor două specii, în special atunci când avem de-a face cu populațiile estice "brune și albe".
Pitulicea fluierătoare este un pic mai mare și are de obicei penele mai puțin zbârlite, corpul puțin mai alungit, nu atât de îndesat și rotunjit, și partea posterioară a corpului destul de zveltă. Pitulicea mică este de obicei puțin mai mică și are o înfățișare mai îndesată, mai puțin alungită, cu capul mai mic sau mai rotunjit și gâtul mai puțin vizibil decât pitulicea fluierătoare, însă unii indivizi ai subspeciei abietinus pot fi la fel de mari și zvelți. Când stă ghemuită, aspectul mai rotunjit al pitulicii mici se datorează în parte aripilor sale relativ scurte și rotunjite, proiecția remigelor primare (lungimea remigelor primare vizibile) din aripa nedesfăcută reprezentând de la o jumătate până la două treimi din lungimea remigelor terțiare. La pitulicea fluierătoare aripa este mai lungă și mai ascuțită, proiecția remigelor primare este mai lungă, reprezentând trei pătrimi din lungimea remigelor terțiare. Mai greu de văzut pe teren sunt emarginațiile de pe steagul extern al remigelor primare pe aripa nedesfăcută; pitulicea mică are patru emarginații, iar pitulicea fluierătoare numai trei. În mână, formulele alare diferă: pitulicea fluierătoare are a 2-a remige primară mai lungă decât a 7-a, a 6-a remige primară fără emarginație pe steagul extern; pitulicea mică are a 2-a remige primară egală sau mai scurtă decât a 7-a, a 6-a remige primară întotdeauna are o emarginație evidentă și destul de adâncă pe steagul extern.

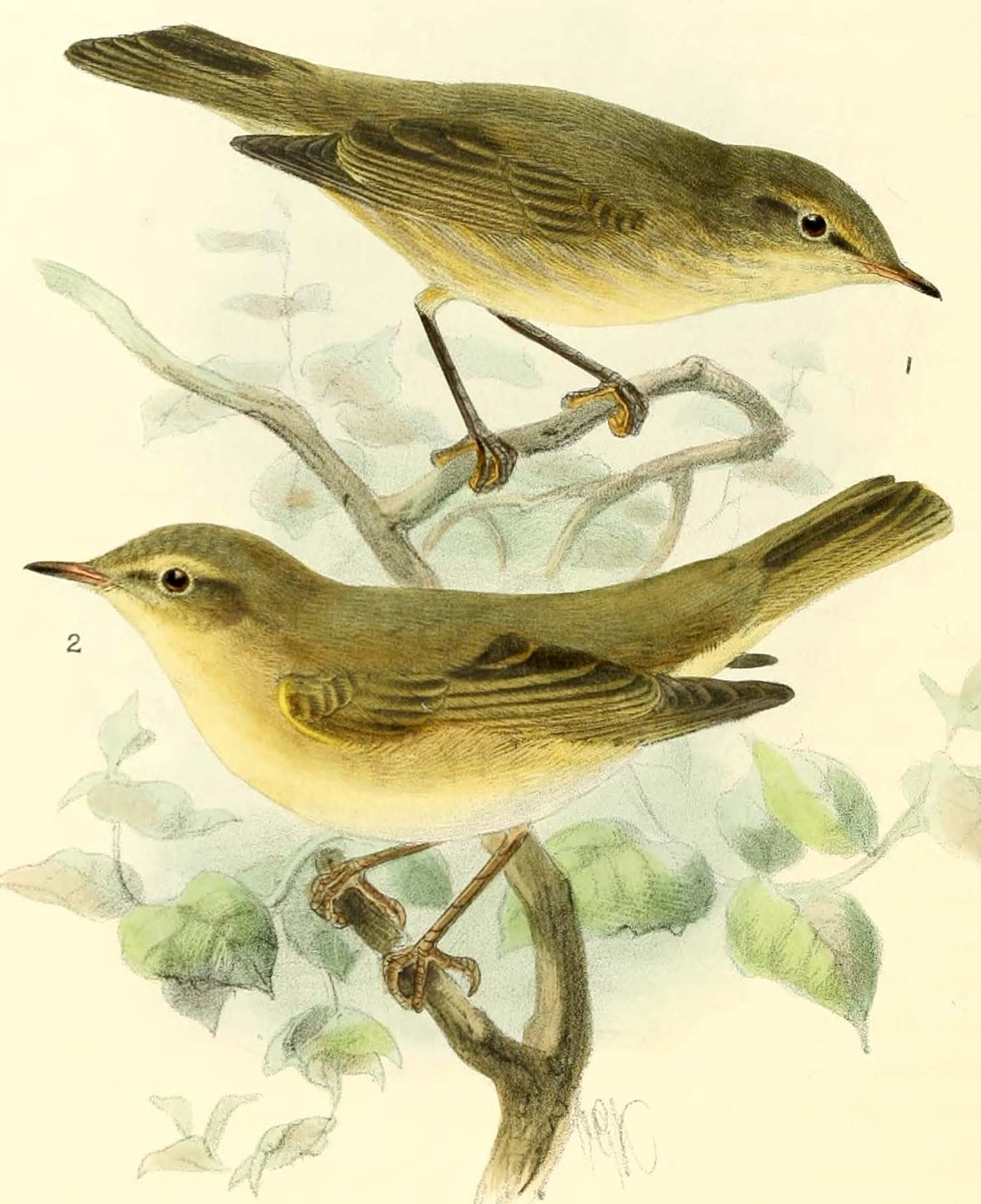
Pitulice mică (sus) și pitulicea fluierătoare (jos) după Dresser (1871-1881).

Culoarea părților golașe (ciocul, picioarele) poate fi de asemenea utilă în identificarea acestor specii, însă trebuie de avut în vedere faptul că există excepții de la regulă, de exemplu există variații considerabile a culorii picioarelor la aceste două specii. Ciocul la pitulicea fluierătoare este obișnuit ceva mai puternic, cu laturile și baza ciocului mai palide, gălbui sau roz-gălbui; pitulicea mică are de obicei ciocul mai subțire și mai întunecat, brun-închis sau negricios. De obicei, pitulicea mică are picioarele mai întunecate, negricioase sau cenușiu-bruniu închise, față de picioarele brun-gălbui (brun-deschise) sau brun-rozacee (roz-brunii, brun-portocalii) ale pitulicii fluierătoare, dar există coincidențe parțiale mici atunci când sunt luate în considerare toate variațiile. De altfel, variantele cu picioare palide sunt mai frecvente la pitulicea mică decât cele cu picioare întunecate la pitulicea fluierătoare.

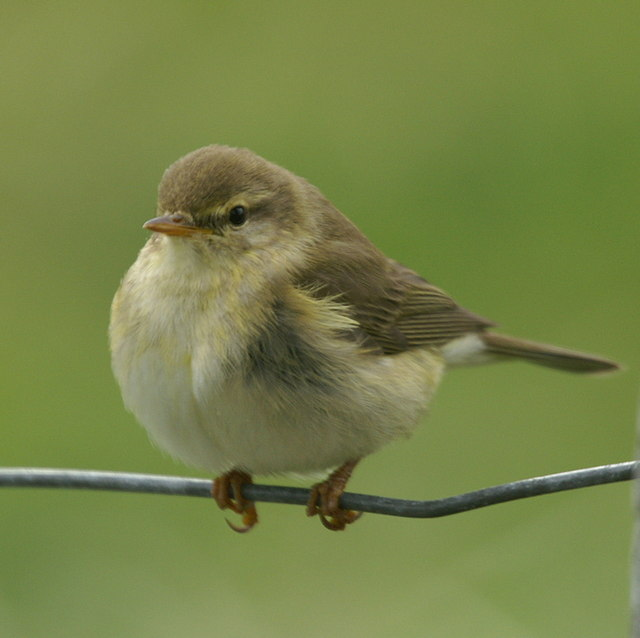
Pitulicea fluierătoare în Scoția

Este imposibil de ales vreo trăsătură distinctivă a penajului, însă coloritul feței pot ajuta identificare. Pitulicea mică este în medie nițel mai închisă la culoare și are un aspect mai puțin clar, cu o nuanță mai cenușiu-brunie, dar unii indivizi sunt foarte asemănători cu pitulicea fluierătoare. Pitulicea fluierătoare are o expresie facială mai ascuțită (mai bine definită), cu sprânceana mai lungă, mai intens palidă și mai bine conturată, dunga de peste ochi (dunga oculară) și lorul de obicei mai accentuate și mai întunecate, dând feței un colorit mai evident, dar inelul ocular este slab dezvoltat. Pitulice mică are coloritul feței mai slab, dar inelul ocular este bine dezvoltat. La pitulicea mică obrazul mai întunecat pune în evidență mai bine pleoapa inferioară albicioasă, în timp ce la pitulicea fluierătoare obrazul este mai palid și de aceea inelul ocular palid nu este atât de scos în evidență. La pitulicea fluierătoare regiunea auriculară este cenușiu-măslinie, dar obișnuit destul de palidă sub ochi, la pitulicea mică este mai uniform întunecată și de aceea semilună oculară inferioară albă devine mai evidentă. Pitulicea fluierătoare (subspecia nominată trochilus) are oglinda alară verde mai evidentă pe remigele terțiare și secundare, în timp ce la pitulicea mică aceasta este fără ornamentații și uniform colorată. Penele mari a alulei, cu toate că sunt de culoare închisă, sunt mai palide și mai puțin contrastante decât penele aproape negre ale alulei pitulicii mici.
Primăvara, diferențele generale ale penajului sunt foarte subtile. Pitulicea fluierătoare este mai palidă decât în restul anului. Totuși, părțile superioare sunt brun-măslinii cu o nuanță verde, iar sprânceana, gâtlejul și partea superioară a pieptului sunt galben-lămâi. Pitulicea mică este mai întunecată, mai brun-măslinie deasupra și galben-măslinie de dedesubt. Începând cu sfârșitul verii (după năpârlire), identificarea devine relativ ușoară. La pitulicea fluierătoare penajul proaspăt de toamnă al adultului și al imaturului în prima iarnă este în mod evident verde deasupra, sprânceana și părțile inferioare galbene (însă adulții au abdomenul alb). Pitulicea mică este mult mai puțin galbenă, mai degrabă are o culoare spălăcită prin comparație, fiind măslinie deasupra și albă de dedesubt cu o nuanță ocru.
Există puține diferențe în comportamentul acestor două specii. Comportamentul pitulicii fluierătoare este calm în comparație cu mișcările mai agitate ale pitulicii mici. Pitulicea mică are obiceiul de a-și mișca repetat în jos coada nedesfăcută atunci când se hrănește și se mișcă prin coroana unui copac; pitulicea fluierătoare de obicei nu face așa ceva, și ține coada nemișcată atunci când se hrănește, numai când își schimbă creangă coboară coada neregulat, fără a o mișca repetat în jos și a o flutura în sus și în jos așa cum face adesea pitulice mică când se hrănește. Pitulicea fluierătoare își coboară coada mai puțin mecanic decât pitulicea mică și mai des își flutură rapid atât coada, cât și aripile, coada fiind adesea ușor desfăcută (nu atât de strânsă ca la pitulicea mică), și cu toate că își mișcă rar coada în jos, adesea o mișcă și ușor într-o parte. Pitulicea fluierătoare are un zbor destul de energic și iute, puțin mai săltat, asemănător cu zborul muscarilor (Muscicapidae) comparativ cu zborul mai slab al pitulicii mici care este mai asemănător cu cel al pițigoilor (Paridae).

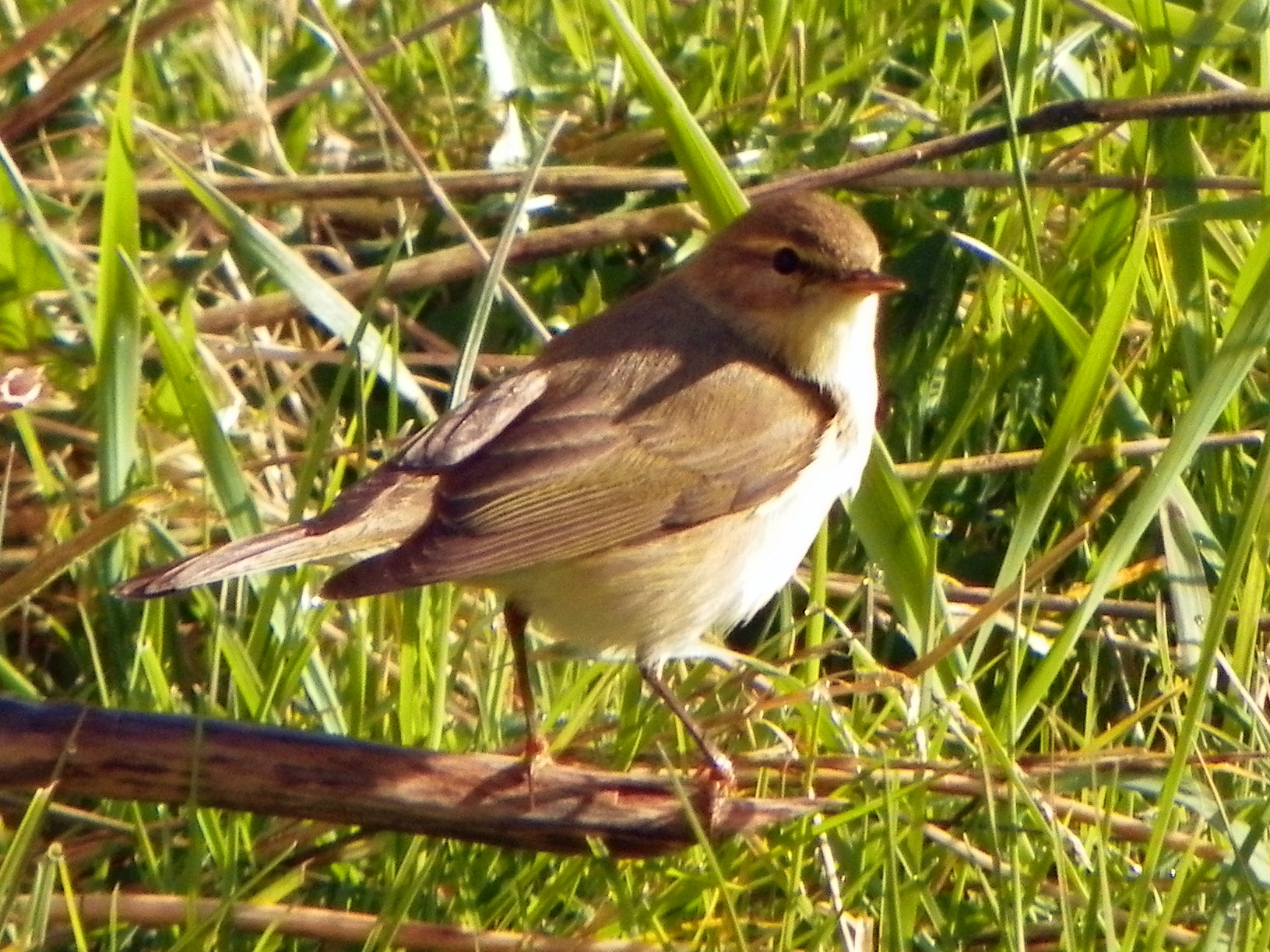
Pitulicea fluierătoare în Marea Britanie

Pitulicile fluierătoare cu penaj neobișnuit au târtița ușor contrastantă, întrucâtva mai strălucitoare verde-gălbuie, și aceasta poate să ducă la o confuzie cu pitulicea de munte orientală (Phylloscopus orientalis) sau pitulice de munte occidentală (Phylloscopus bonelli).  Pitulicea de munte occidentală și pitulicea de munte orientală au trăsăturile faciale mai inexpresive decât pitulicea fluierătoare, sprânceana mai scurtă, mai slab conturată, dunga de peste ochi și regiunea auriculară mai palide, iar ochiul întunecat se evidențiază pe o astfel de față inexpresivă. Coloritul facial este mai șters, dar, spre deosebire de pitulicea fluierătoare, inelul ocular palid este nefragmentat. Culoarea capului și a mantalei este în general mai brun-deschisă sau mai cenușie. Târtița și tectricele supracaudale sunt verzi-gălbui sau galben-măslinii strălucitoare cu o nuanță ocru în penajul proaspăt, mai slab conturată în penajul uzat al adulților și juvenililor. Marginile rectricelor cozii și remigelor aripilor sunt aproape verzi-gălbui strălucitoare cu o nuanță ocru. Marginile gălbui de pe tectricele alare, remigele secundare și primare sunt distinctive și de obicei formează o oglindă alară gălbuie bine conturată, asemănătoare cu cea a pitulicii sfârâitoare (Phylloscopus sibilatrix). Aceste două pitulici de munte, ca și pitulicea sfârâitoare, au remigele terțiare cu margini palide contrastante.  Părțile inferioare alb-mătăsoase ale pitulicii de munte occidentale și orientale sunt rareori întâlnite la pitulicea fluierătoare. Subspecia estică yakutensis a pitulicii fluierătoare este mai cenușie pe părțile superioare decât subspecia nominată și are o pată destul de măsliniu-deschisă pe târtiță care poate duce la o confuzie cu pitulicea de munte orientală. Însă la yakutensis oglinda alară este redusă, iar părțile inferioare albicioase sunt suflate cu brun-cenușiu deschis pe piept și pe flancuri.
Unele specii de pitulici împărtășesc cu pitulicea fluierătoare dimensiunile destul de mici, înfățișarea zveltă eliptică și culorile destul de subtile ale penajului și, în unele perioade ale anului, aceste specii pot fi uneori confundate cu pitulicea fluierătoare. În particular două specii pot duce la această confuzie, pitulicea arctică (Phylloscopus borealis) și pitulicea verzuie (Phylloscopus trochiloides). Ambele specii sunt, în mod normal, ușor de deosebit de pitulicea fluierătoare prin prezența unei dungi palide pe aripă și coloritul mai accentuat al capului. Cu toate acestea, în penajul foarte uzat, la ambele specii poate lipsi dunga de pe aripă și coloritul penajului poate fi asemănător cu coloritul unor indivizi ai pitulicii fluierătoare. Pitulicea arctică este mai mare și are o înfățișare mai voluminoasă, cu capul mare și ciocul robust, destul de lat la bază. Sprânceana este mai albă și mai lungă și contrastează destul de mult cu dunga oculară (dunga de peste ochi) negricioasă și obraji și regiunile auriculare foarte pătate. Pitulicea verzuie este puțin mai mică decât pitulicea fluierătoare și nu are corpul voluminos al ei, este mult mai asemănătoare după înfățișare cu pitulicea mică și poate avea o coadă destul de scurtă. Capul are o culoare intensă, cu sprânceana lungă, albă sau alb-gălbuie, mai lată în spatele ochiului, spre deosebire de pitulicea fluierătoare, și are o dunga oculară întunecată. De asemenea, este de obicei mai activă și mai neastâmpărată decât pitulicea fluierătoare, fâlfâie mereu din aripi și din când în când își flutură coada coborând-o energic în jos. În penajul uzat adultul pitulicii verzui este brun-cenușiu și nu are o dunga palidă pe aripă, și poate fi întâlnit la sfârșitul verii sau la începutul toamnei. La pitulicea verzuie năpârlesc toamna numai tectricele corpului, ceea ce înseamnă că aripile și coada ei sunt decolorate și erodate; pitulicea fluierătoare năpârlește complet la sfârșitul verii, și ea se acoperă cu un penaj foarte proaspăt.
Pitulicea sfârâitoare (Phylloscopus sibilatrix) poate fi confundată uneori cu pitulicea fluierătoare care are un colorit strălucitor toamnă. Cu toate acestea, pitulicea sfârâitoare diferă semnificativ prin mai multe feluri; părțile superioare verzi sunt mult mai strălucitoare, cu margini verzi-gălbui pe remigele negre care formează o oglindă alară clară pe aripi, remigele terțiare sunt mai contrastante cu marginile laterale mai palide (la pitulicea fluierătoare remigele terțiare sunt aproape uniform colorate). Coloritul capului este accentuat, cu sprânceana clar conturată galben-lămâi, dunga oculară este de culoare întunecată verde-închisă și regiunea auriculară galbenă. Părțile inferioare sunt alb-mătăsoase, cu excepția gâtlejului și părții superioare a pieptului care sunt galben-lămâi. Pitulicea sfârâitoare are dimensiuni similare cu pitulicea fluierătoare, dar are aripile mai lungi, mai ascuțite (proiecția remigelor primare mai lungă), făcând-o să pară că are coada scurtă.
Pitulicea iberică (Phylloscopus ibericus) este destul de asemănătoare cu pitulicea fluierătoare după penaj, la fel de clar verzuie și gălbuie, fiind însă puțin mai mică și mai îndesată. Pitulicea iberică adesea își mișcă în jos în mod repetat coada nedesfăcută, la fel ca pitulicea mică, spre deosebire de pitulicea fluierătoare, dar este util de luat în considerație și vocea lor. 
Frunzărița melodioasă (Hippolais polyglotta) este mai mare, cu față simplă, destul de monoton colorată (fără dungă oculară întunecată. iar sprânceana este slab dezvoltată). Ciocul este puternic și lat. Este mai puțin vioaie mișcându-se încet când se hrănește și zboară mai greoi dintr-un loc într-altul față de pitulicea fluierătoare.

## Năpârlirea
Pitulicea fluierătoare este unică printre paseriformele europene, deoarece adulții trec prin două năpârliri complete pe an, una postnupțială la sfârșitul verii (iulie-august) în locurile de cuibărit și alta prenupțială la sfârșitul iernii în cartierele de iarnă. Prin urmare, adulții au aproape întotdeauna penajul proaspăt.
Năpârlirea postnupțială completă a adultului începe curând după perioada de reproducere sau în timpul hrănirii puilor care au părăsit  cuibul, de la începutul lui iunie până la sfârșitul lui iulie, și este de obicei completă în august sau septembrie. În Rusia năpârlirea adulților începe în prima decadă - mijlocul lunii iulie și se termină la sfârșitul lui iulie - prima decadă al lui august. Un procent mic suspendă sau întrerup năpârlirea înainte de migrație. Adulții care s-au reținut cu a doua pontă năpârlesc în august și, posibil, la începutul lui septembrie, acești adulți migrează de obicei mai târziu.
Majoritatea păsărilor au o doua năpârlire completă prenupțială care are loc în cartierele de iarnă de la mijlocul lui decembrie până la începutul lui aprilie. Foarte puține păsări în timpul migrației de primăvară au remigele primare erodate și pot avea o înfățișare aberantă sau imaturii din al doilea an calendaristic au un penaj neobișnuit deoarece nu au năpârlit complet, dar aceasta se poate datora și obiceiurilor din cartierele de iarnă și necesită studii suplimentare. Păsările cu un penaj neobișnuit se întorc în locurile de cuibărit într-un penaj mai mult sau mai puțin proaspăt, remigele secundare mediale și/sau unele remige terțiare înlocuite recent indica faptul că năpârlirea s-a terminat nu de mult.
Juvenilii năpârlesc parțial reînnoindu-și tectricele capului și corpului și adesea tectricele supraalare mici și mijlocii, rareori remigele terțiare și rectricele centrale ale cozii, dar de obicei năpârlirea nu atinge remigele aripilor sau tectricele primare, și nici tectricele supraalare mari (cu excepția uneia sau a câtorva supraalare mari mediale la unii indivizi). Perioada năpârlirii juvenililor este foarte variabilă în funcție de eclozare, dar de obicei are loc în iulie-septembrie. În Rusia năpârlirea post-juvenilă parțială începe când juvenilii hoinăresc, juvenilii din prima pontă năpârlesc în iulie - august, iar cei din a doua pontă în august - septembrie.

## Vocea
Strigătul de contact al pitulicii fluierătoare este un fluierat moale, dulceag, tânguitor, ascendent, disilabic, cu prima silabă accentuată, care poate fi redat printr-un "huu-iit" sau "hu-itt", "huu-itt"  care variază puțin, asemănător cu strigătul codroșului de pădure (Phoenicurus phoenicurus), dar de obicei puțin mai slab și mai zbuciumat. Acesta diferă de strigătul monosilabic "huiit" mai rapid, mai ascuțit, mai înalt, și altfel accentuat al pitulicii mici (Phylloscopus collybita) în cea mai mare parte a Europei, fiind mai clar disilabic și având prima, nu ultima, silabă accentuată, dar unii indivizi au strigătul aproape identic cu cel al pitulicii mici, dar acest strigăt are o tonalitate mai joasă și este disilabic. Subspecia yakutensis emite un "heuit" mai ascuțit.
Când este agitată sau destul de alarmată pitulicea fluierătoare scoate de mai multe ori de pe teritoriul ocupat un strigăt pițigăiat, mai plat, care poate fi transcris printr-un "ciid… ciid… ciid...", sau un "ci-ci-ci", "tcirr" sau "cirrip" sec sau răgușit.
Strigătul de contact al femelei adresat masculului este un "siaeht", "tsi" sau "viit-viit-viit" domol. Strigătul cerșetor al puilor din cuib este un "siic" constant, chițăit și mai strident, care devine la puii care au părăsit cuibul un "dliiu" mai ascuțit; adultul clănțănește din cioc când hrănește puii mai mari din cuib.
Cântecul este unul dintre cele mai plăcute și melodioase și poate fi auzit oriunde unde există copaci sau tufe înalte, de la parcuri și grădini până la pădurile îndepărtate de pe pantele munților. Cântecul este un fluierat moale, frecvent repetat, cu o strofă fluierătoare melodioasă, plăcută și curgătoare de note distinctive, ușor descendente, începând de obicei cu o secvență de note slabe, joase, care se intensifică rapid în amploare și accent, terminându-se cu serii mai rapide de note slabe, dar mai distinct pronunțate, care descresc și se sting spre sfârșit, cu unele variații individuale și adesea cu o modificare ușoară  a ritmului și a intensității la jumătatea strofei. Cântecul poate începe și cu un "si" sau "sit" domol, de tonalitate înaltă. Cântecul durează în medie circa 3-5 sec., dar poate fi reluat de până la opt ori pe minut, și poate fi redat printr-un "sisisi-vui-vui-vui-se-se svi-svi-svi-saie saie sesese-sesiivui" sau "sisisi-vui-vui-vui svi-svi-vi tuui tuui tuui si-si-sviii-su", "si-si-si-su-su-su-su-suit-suit-tu-tu-su it-suit-suiitiu", "sisisi-sui-sui-sui, sui-sui-sui tuui tuui tuui si-si-sviii-su".

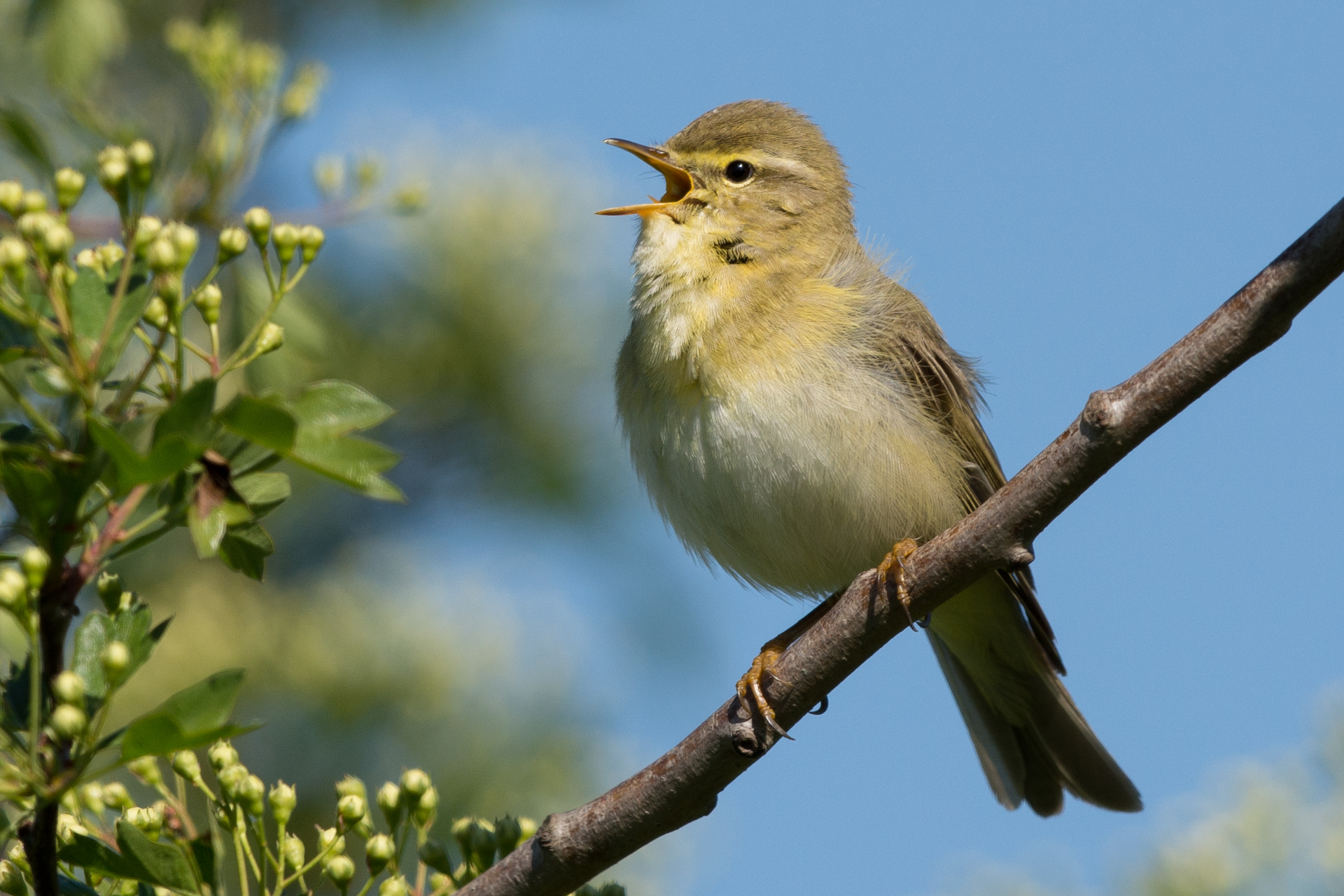
Masculul pitulicii fluierătoare cântând pe o ramură

Pitulicea fluierătoare se recunoaște ușor după vocea încântătoare și dulce, cu note modulate melodios. Este un cântăreț foarte viguros și neobosit când sosește în locurile de cuibărit, interpretând un nou cântec aproape la fiecare 12 secunde și umple pădurile cu o melodie plăcută.
Cântecul mixt al unor indivizi al acestei specii conține de obicei câteva fraze din cântecul pitulicii mici (Phylloscopus collybita), interpretate mai rapid decât în mod obișnuit, care preced cântecul obișnuit, și au o durată variabilă, și este adesea auzit în întreaga Europă.
Cântecul subspeciei yakutensis constă dintr-un "p'ti uii p'tiu uii-tiu" rostit ușor mai sacadat. Cântecul subspeciei acredula conține fraze mai meticuloase și mai frumoase, cu note interpretate mai rapid decât la subspecia nominată trochilus. Subcântecul constă din serii domoale, fără șir, de note murmurătoare și fluierătoare.
Pitulicea fluierătoare cântă din martie în locurile de cuibărit, cântă și în pasaj, dar și în cartierele de iarnă (de obicei până la o lună de la data sosirii). Cântecul pe vreme liniștită și senină poate fi auzit din prima zi de la sosire în ținuturile natale, cântă atât păsările locale cuibăritoare cât și cele în pasaj. În zilele reci, cu vânt, ambele sunt tăcute. Însă cântecele lor sunt diferite. De obicei, păsările din cârdurile aflate în pasaj caută hrana pe ramurile copacilor și tufărișurilor și din când în când ba una, ba alta, rămâne pe loc și emite în grabă un cântec scurt, uneori sărind peste o silabă, și continuă să-și caute mâncarea. Păsările locale cuibăritoare în limitele teritoriului ocupat cântă într-un ritm încetinit un cântec integral și mai răsunător. Pe de altă parte caracterul cântecului păsărilor locale cuibăritoare se schimbă cu timpul. La sosirea în locurile de cuibărit, cântecul lor este mai puternic, în el sunt auzite sunete laringiene speciale, cântecul răsună din diferite locuri ale teritoriului ocupat. În timpul copulației și construirii cuibului masculii încetează să cânte și din nou încep a cânta cu zel atunci când femela clocește ouăle, dar în acest timp cântă dintr-un anumit loc preferat. Masculul cântă cu zel în mai și iunie, apoi cântă mai rar și în multe locuri ale arealului încetează să cânte pe la 10-15 iulie. În august și septembrie, când vremea este bună, uneori se aude un cântec scurt.

## Habitatul

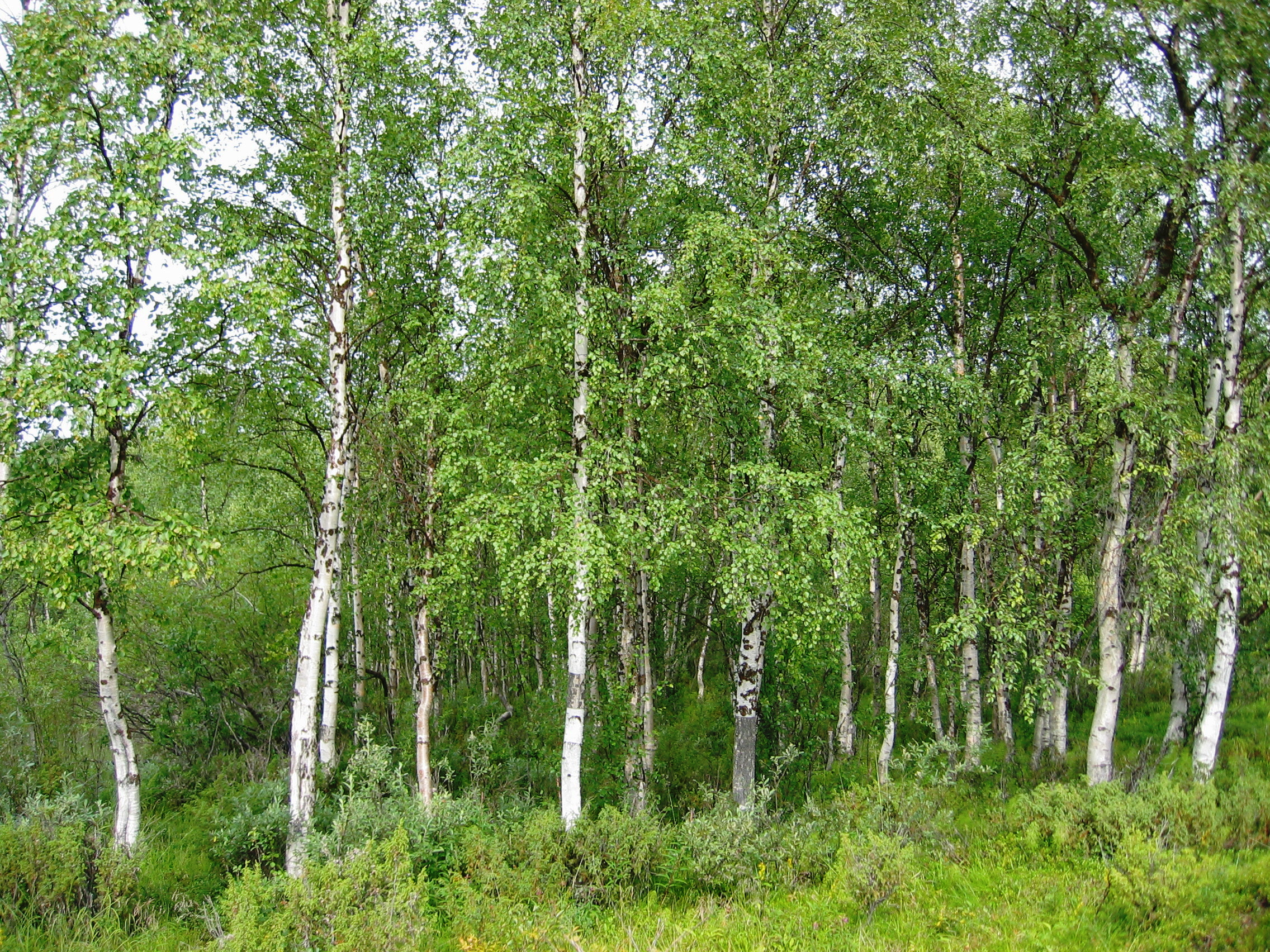
Pădurile de mesteacăn cu subarboret bogat preferate de pitulicea fluierătoare

Pitulicea fluierătoare cuibărește în diverse păduri de foioase și mixte de câmpii și de munte, dar mai ales în pădurile de foioase cu subarboret bogat, preferă pădurile în care obișnuit predomină mesteacănul (Betula), dar și desișurile de mesteacăn și salcia (Salix). Cuibărește în tufărișurile din tundra arctică, în taigaua rară, în locuri deschise cu copaci rari din pădurile bătrâne mixte și de foioase cu vegetație joasă și iarbă înaltă, în lăstărișuri și în luminișuri acoperite cu arbori, în pășuni cu tufărișuri, la marginea pădurilor de pe malul mlaștinilor, în pădurile din râpe și în pădurile riverane din văile râurilor, în grădinile mari părăginite, în livezi, parcuri mari, garduri vii, la marginea căilor feroviare și rutiere cu vegetație deasă și în pășuni aride cu tufe de graminee, iar la nord în pădurile strâmbe și tufărișuri pitice. Este obișnuită și în păduricile și crângurile cu subarboret des. În zonele centrale cuibărește în landele din zonele temperate, în luminișurile pădurilor, în zonele umede cu ariniș (Alnus) și sălciș; de asemenea, în vegetația secundară, în zonele îndepărtate de arbori acoperite cu tufărișuri și cu arbuști.
În munți cuibărește pe pantele acoperite cu păduri sau cu tufărișuri până la 1000 m, de-a lungul văilor și defileurilor montane, la lizieră arbustivă de la limita superioară a pădurii și în răzoarele păduroase dintre podgoriile din Carpați.
În pasaj se întâlnește aproape oriunde unde  sunt prezenți arbori, tufe sau arbuști,  fiind întâlnită și în grădini, podgorii, garduri vii, iar în zonele deschise în plantațiile forestiere din stepă, în sălcișurile și în tamarisca de pe malurilor apelor, în stufărișurile de pe malurilor iazurilor, lacurilor și râurilor de stepă.
În cartierele de iernare este foarte adaptabilă și se întâlnește în diferite ținuturi deschise cu arbori, tufișuri și iarbă și este frecventă în pădurile de acacii (Acacia), miombo (Brachystegia) și la marginile pădurilor riverane și pădurilor veșnic verzi xerofile, în savană, în grădini, în terenuri cultivate; în vestul Africii se întâlnește în zonele cu iarbă înaltă, mlaștini și mangrove; în tufărișurile de erica (Erica) până la 3500 m în Tanzania și Republica Democrată Congo.

## Prezența în România și Republica Moldova

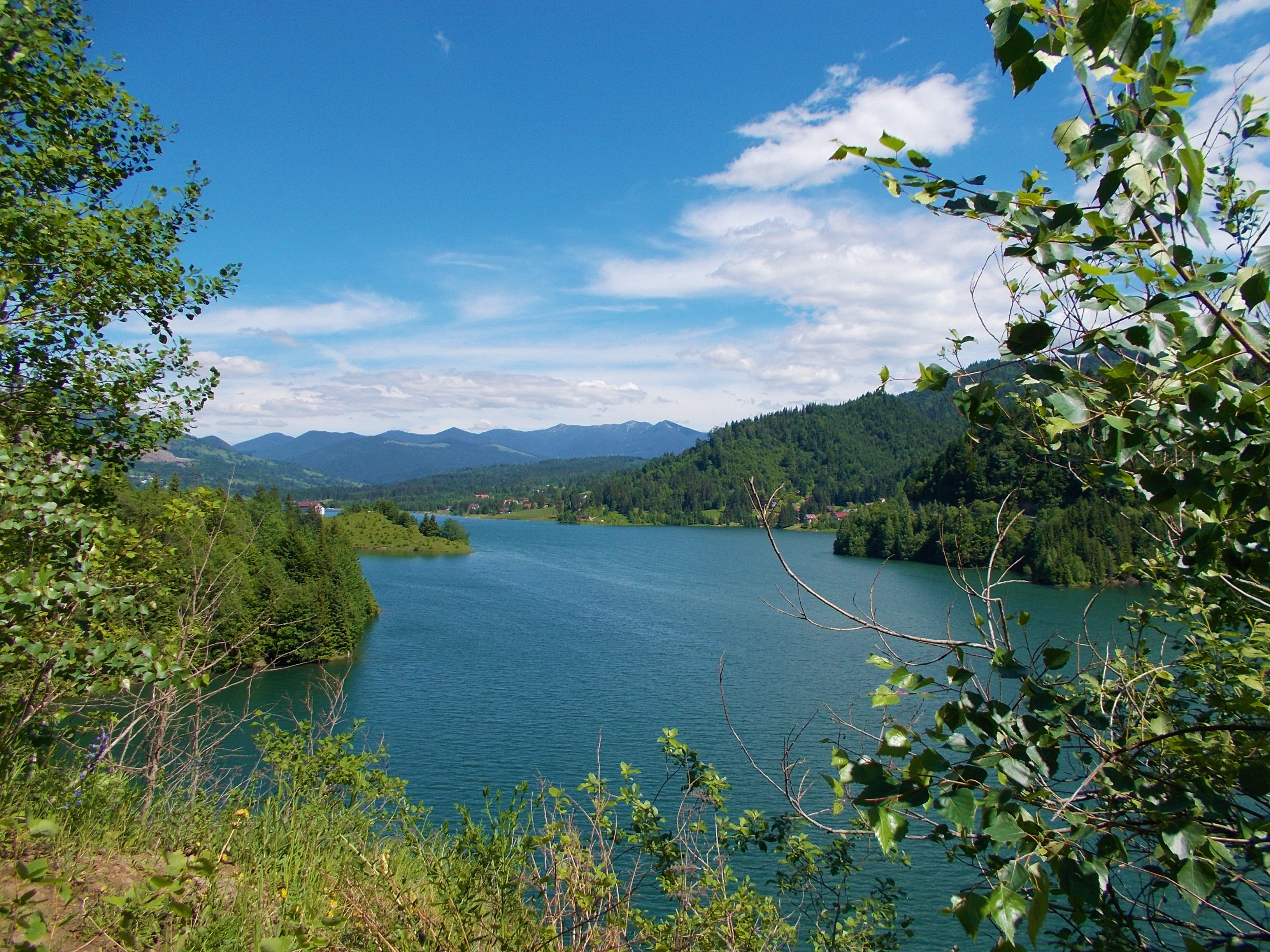
Munții Călimani unde cuibărește pitulicea fluierătoare

În România cuibărește subspecia Phylloscopus trochilus trochilus, iar în pasaj este întâlnită Phylloscopus trochilus acredula și Phylloscopus trochilus yakutensis.

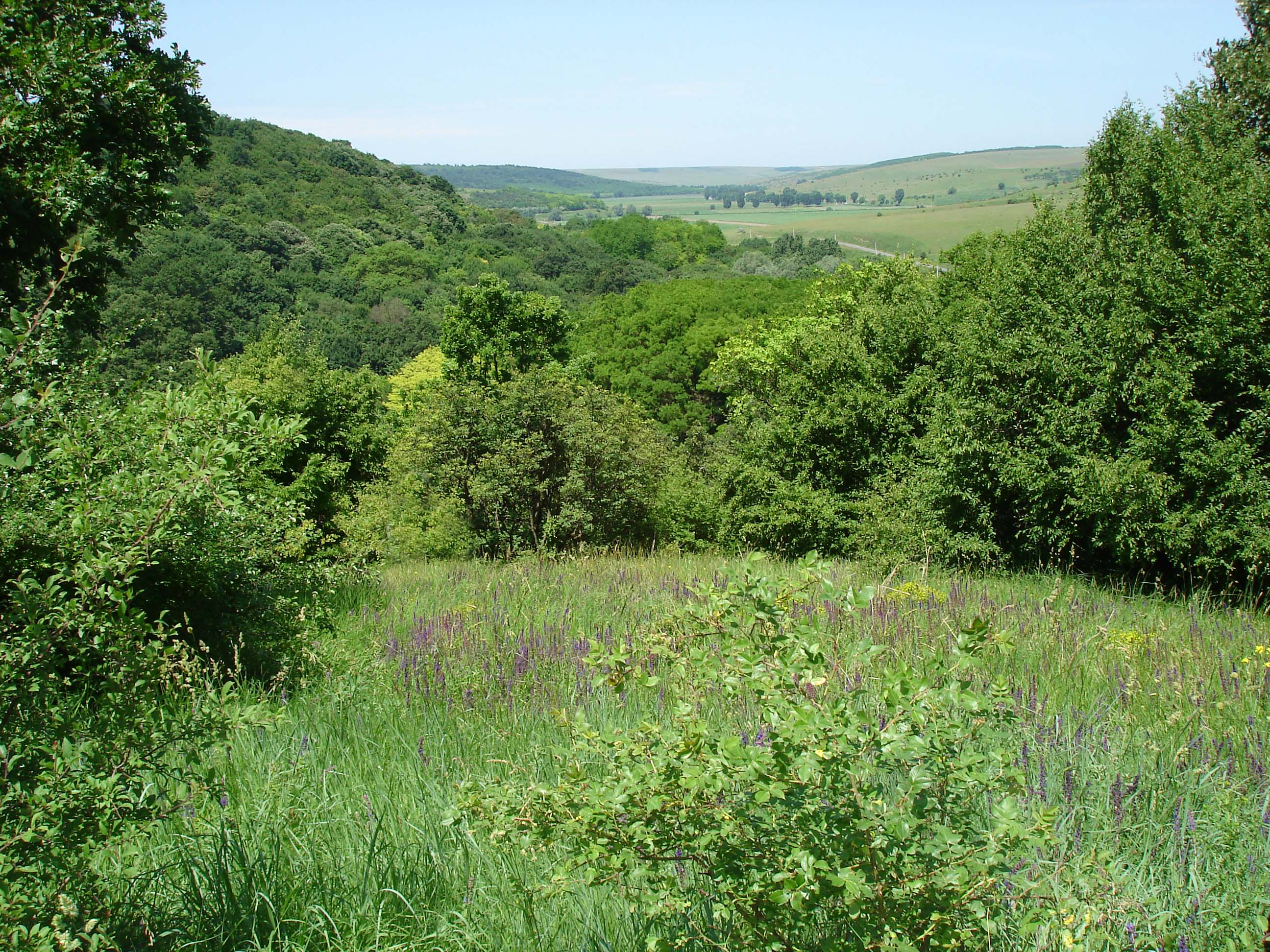
Codrii din Republica Moldova unde poate fi găsită pitulicea fluierătoare

Subspecia Phylloscopus trochilus trochilus cuibărește în România atât în regiunile înalte, cât și în pădurile mai joase din partea de nord a țării. Preferă zonele însorite de unde a fost exploatată pădurea și se află mult arboret și vegetație spontană perenă și, de asemenea, plantațiile și pădurile foarte tinere de conifere. A fost observată ca specie clocitoare în mod deosebit în Carpați, fiind însă considerată ca o specie mai rară. Beres I., de exemplu, o consideră pentru județul Maramureș ca specie mai rară ce a fost observată la Derești, Ocna Șugăului și în rezervația de la Borșa. În Munții Călimani, Kohl o citează din lunile iunie-august, fiind observată și auzindu-i-se și cântecul (21.VI; 19.VII) la lezărul Călimanului și sub vârful Rețitiș la o altitudine de 1700-1880 m. La 31 august sub vârful Rețitiș a colectat un exemplar.
Subspecia Phylloscopus trochilus acredula este întâlnită în România în timpul pasajului. Această subspecie a fost observată pentru prima dată de R. Drost pe Insula Șerpilor, la 6 mai 1928, când a colectat un mascul (determinat de Stresemann) cu aripa de 69 mm, și a mai măsurat încă alți trei, cu aripa de 68, 70, 72 mm, pe care i-a considerat ca aparținând acestei specii.  În timpul trecerilor de toamnă și de primăvară preferă locurile cu copaci rari, tufe, vegetație perenă mare, fiind frecventă ca specie de pasaj, în Dobrogea și mai ales pe coasta Mării Negre.
Subspecia Phylloscopus trochilus yakutensis este întâlnită foarte rar în România în timpul pasajului. Din toate subspeciile de pitulicea fluierătoare capturate în perioada 18 iulie - 11 noiembrie 2007 la stația de inelare de la Sfântu-Gheorghe al Centralei Ornitologice Române: subspecia nominată P. t. trochilus consituia majoritatea, subspecia nordică P. t. acredula reprezenta aproximativ 10% și subspecia siberiană de est P. t. yakutensis aproximativ 1% din păsările capturate. Un grup de tineri ornitologi de la "Nos Oiseaux" au inelat în perioada 2007-2008 la Sfântu-Gheorghe 706 de indivizi ai subspeciei P. t. trochilus, 30 de indivizi ai subspeciei P. t. acredula și 6 indivizi ai subspeciei P. t. yakutensis.
În Republica Moldova cuibărește subspecia Phylloscopus trochilus acredula. Populează habitatele silvice, fiind întâlnită în rariști, pâlcurile de tufărișuri de-a lungul văilor, pe lângă pâraiele și drumurile de pădure; preferă și lizierele pădurilor bogate în subarboret. Efectivul subspeciei în aceste habitate este de 4-8 perechi/100 ha. Pe alocuri se întâlnește și în sectoarele deschise cu pâlcuri izolate de arbori și tufari, în livezi, parcuri și grădini publice. Habitatele preferate de această subspecie sunt pădurile cu arbori de vârstă mijlocie și arbori bătrâni, și cu un subarboret bine dezvoltat. Este întâlnită în toate pădurile, dar preferă pădurile discontinui, insulare bogate în subarboret și vegetație ierboasă și Codrii. Peste tot este o pasăre obișnuită, dar densitatea ei este inferioară celorlalte specii de pitulici.

## Comportamentul

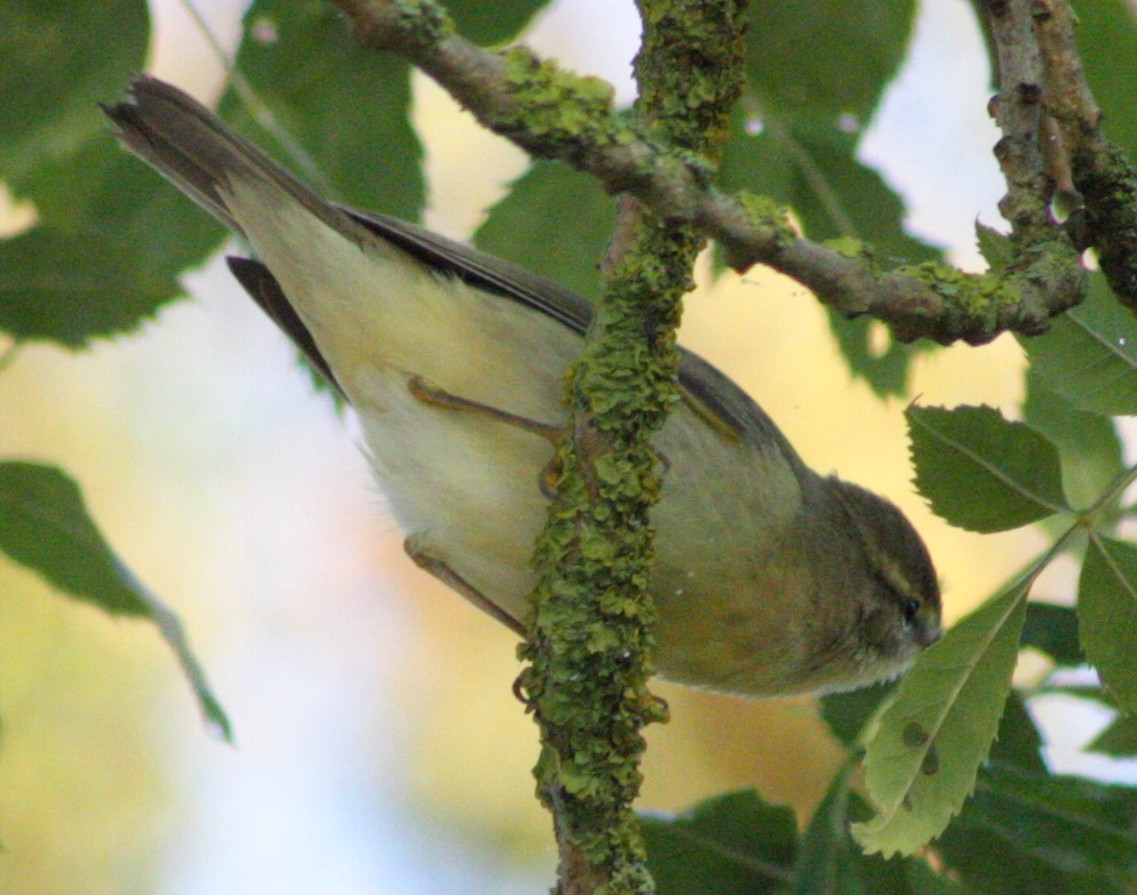
Pitulicea fluierătoare agăţată de o ramură

Pitulicea fluierătoare poate fi întâlnită singură sau în perechi în sezonul de cuibărit, având tendința de a se aduna în cârduri toamnă și iarna; păsările imature se alătură toamna cârdurilor hoinare mixte formate de pițigoi și de alte specii de pitulici.
Această păsare nu este prea precaută, de care te poți apropia ușor, și poate fi ușor de urmărit. În timpul depunerii pontei și în primele zile a clocitului femela în caz de pericol se ascunde discret, dar când stă pe ouă își ia zborul aproape de sub picioarele omului.

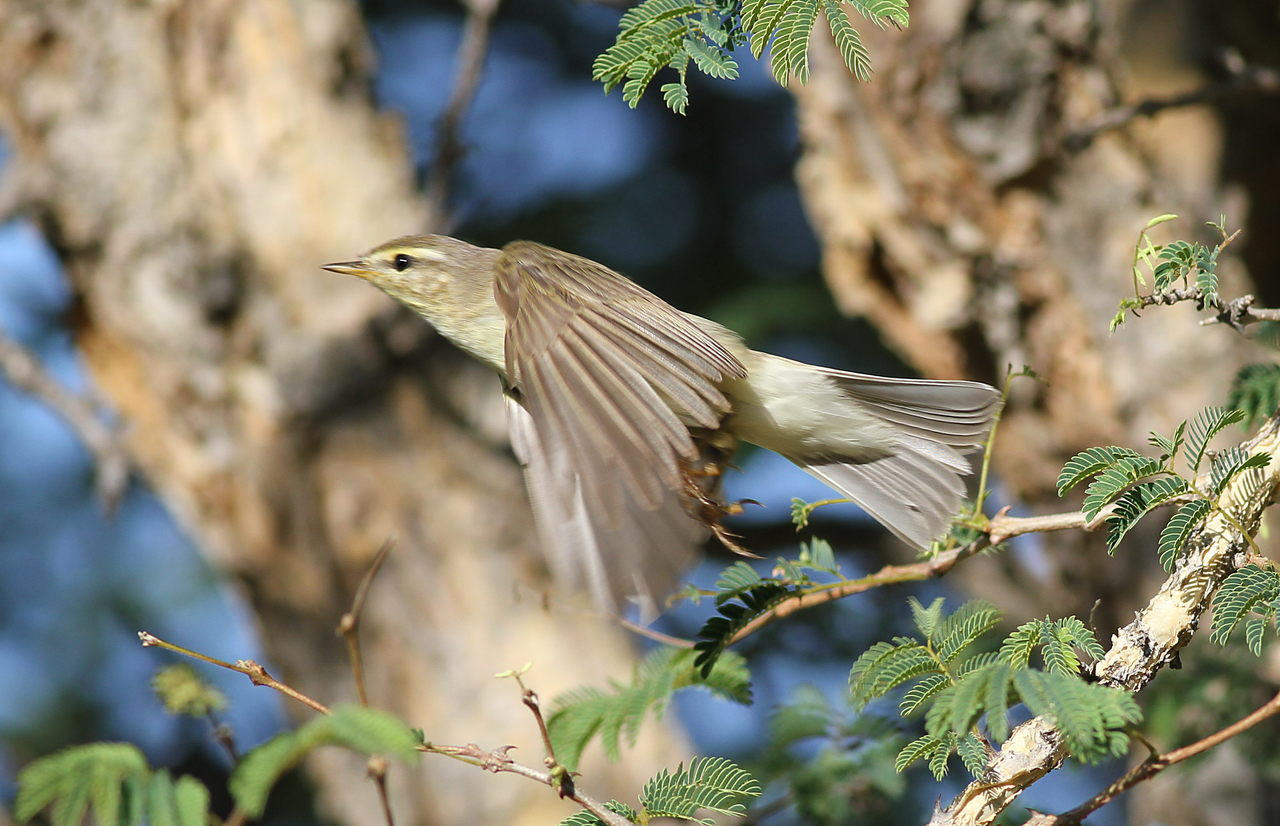
Pitulicea fluierătoare în zbor, în Parcul Național Marakele din Africa de Sud

Cea mai mare parte a timpului o petrece în căutarea insectelor prin frunziș; poate fi adesea văzută planând pentru a ciuguli prada de pe frunze. Pitulice fluierătoare este foarte vioaie, se mișcă rapid și cu dibăcie, dar nu agitat, printre ramuri, cu o alură orizontală evidentă, dar când își întinde gâtul pentru a ajunge la hrană corpul devine mai vertical. Obișnuit fâlfâie rapid din aripi când se mișcă prin frunziș. Își procură hrana de la nivelul solului până în coroanele copacilor. În căutarea hranei, sare de pe o ramură pe alta, sau se agață de ele, sau zboară prin aer urmărind insectele. Se mișcă prin salturi pe pământ sau merge încet prin vegetația de pe pământ. În timp ce pitulicea mică obișnuit își lasă în jos coada nedesfăcută când se hrănește și se mișcă prin coroana unui copac, pitulicea fluierătoare face asta mai rar, și mai des își flutură rapid atât coada, cât și aripile, coada fiind adesea ușor desfăcută (nu atât de strânsă ca la pitulicea mică), și cu toate că își mișcă coada în jos, adesea o mișcă și ușor într-o parte.
Pitulicea fluierătoare are un zbor ușor, rapid și drept sau ondulat, asemănător cu zborul muscarilor (Muscicapidae), în timpul cuibăritului zboară numai pe distanțe scurte; mai rar zboară de pe o creangă pe alta sau asemenea pițigoilor comparativ cu pitulicea mică.
Mascul la sosirea din cartierele de iarnă nu lasă alți masculi să intre în locul de cuibărit ales și la început chiar și pe femelă care sosește mai târziu, apoi se formează perechea care viețuiește în limitele teritoriului ocupat. Când cântă își ridică capul în sus și îl întoarce într-o parte. Din când în când masculul, ca un fluture, zboară dintr-un loc în altul aproape de sol, și uneori, așezându-se pe o ramură, începe să adopte posturi speciale. Își coboară capul, fâlfâie din aripi, uneori își întinde o aripă, apoi cealaltă, își întinde corpul în sus, își înfoaie penele și coboară aripile.

## Hrana

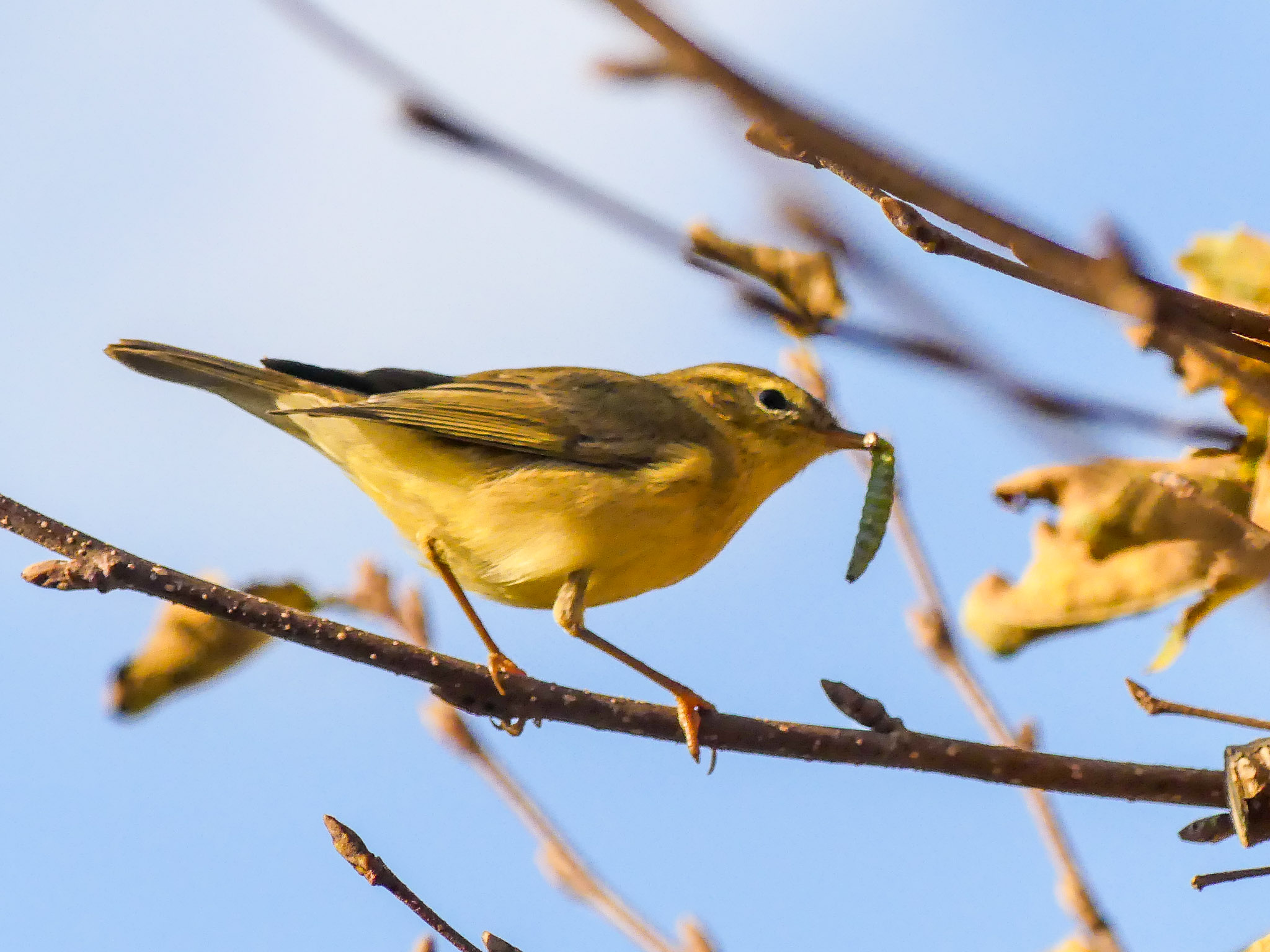
Pitulicea fluierătoare cu o omidă în cioc

Hrana este compusă din ouă, larve și adulți de diferite insecte mici, precum și păianjeni, iar toamna își completează hrana cu hrana vegetală (semințe și fructe mici).
Hrana include efemeroptere (Ephemeroptera), libelule zigoptere (Odonata), plecoptere (Plecoptera), hemiptere (Hemiptera), neuroptere (Neuroptera), mecoptere (Mecoptera), fluturi adulți și larvari (Lepidoptera), trihoptere (Trichoptera), muște (Diptera), albine mici (Hymenoptera), gândaci adulți și larvari (Coleoptera), opilionide (Opiliones), păianjeni (Araneae), furnici (Formicidae) și melci (Gastropoda). În timpul migrației se hrănește în stuf (Phragmites) cu țânțari (Culicidae) și trihoptere. Acolo unde afidele sunt abundente, ele pot deveni principala pradă a pitulicii fluierătoare, ceea ce arată eclectismul său în ceea ce privește alegerea alimentelor.
Hrana vegetală consumată include fructe și semințe de mur (Rubus fruticosus) și de zmeur (Rubus idaeus), fructe de soc (Sambucus) și coacăz (Ribes).

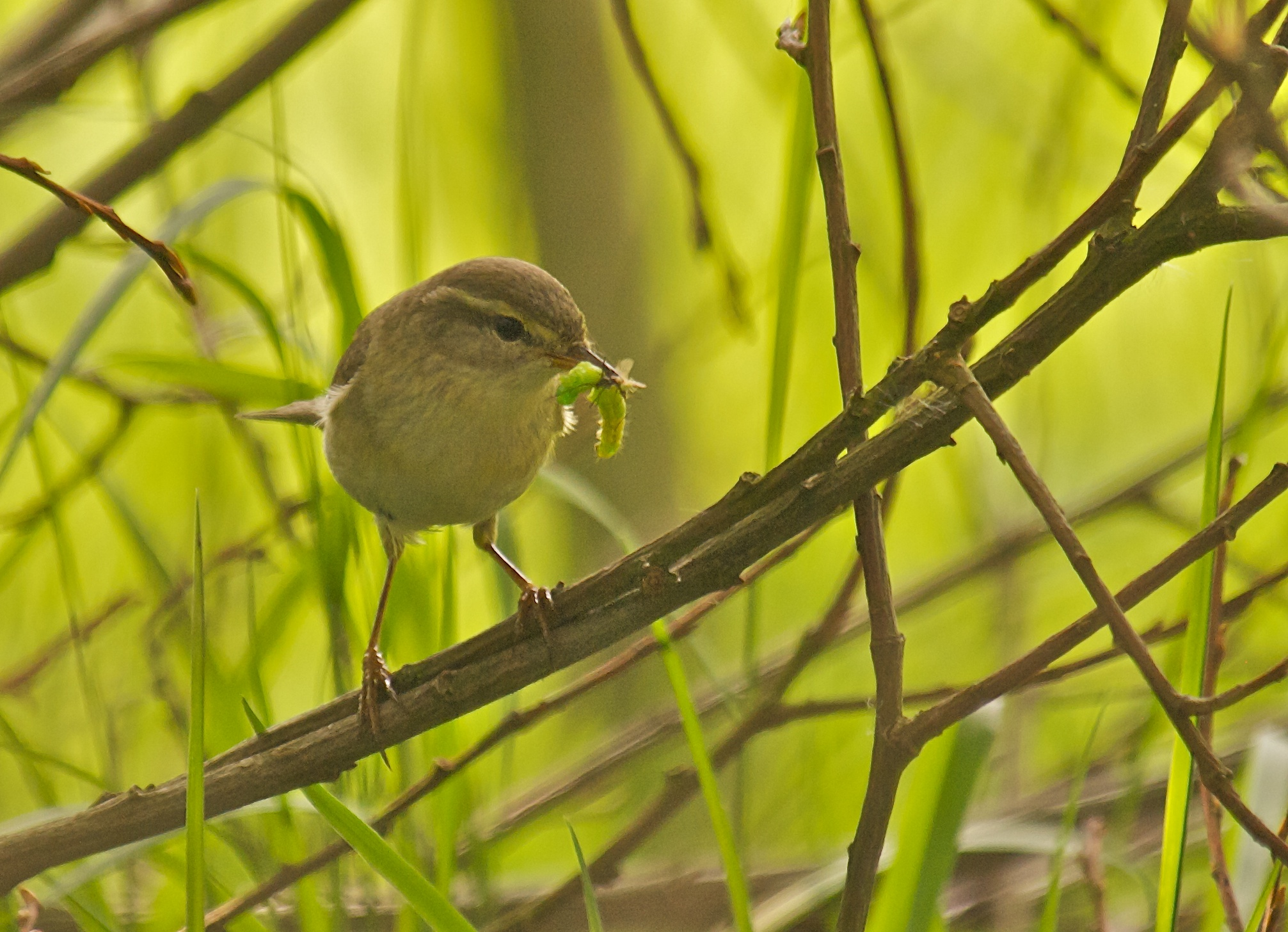
Pitulicea fluierătoare cu o omidă în cioc

Puii din cuib sunt hrăniți în principal cu  larve de muște, gândaci și hemiptere, dar și cu afide și melci mici.
Își caută hrana singur sau în grupuri mici. Hrana o culege mai ales în coroanele copacilor, dar și în etajele inferioare ale copacilor, în tufișuri și în vegetație joasă, ciugulind insectele și păianjenii de pe frunze, ramuri și tulpini; pe vreme rece sau ploioasă se poate hrăni și pe pământ. De asemenea, planează și se avântă iute de pe o creangă în zbor scurt dupa insectele care zboară pe alături.

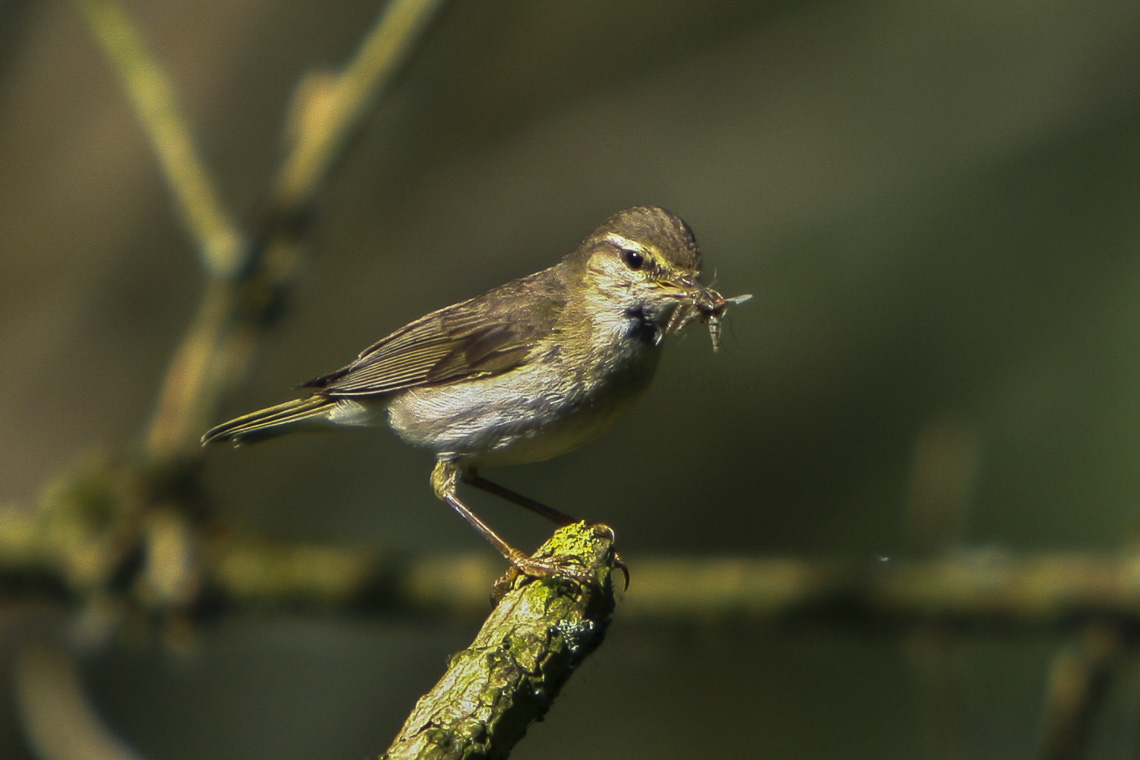
Pitulicea fluierătoare cu o insectă în cioc

În Republica Moldova la examinarea a conținutului a 31 de stomacuri ale pitulicii fluierătoare Averin și Ganea au găsit în principal doar insecte și numai într-un singur stomac rămășițe de mure. Dintre insecte pe primul loc erau gandacii (27,3%), printre care predominau gărgărițele, gândacii pocnitori (Elateridae) și gândacii metalici (Buprestidae). Apoi urmau dipterele (24,2%), în special muște, țânțari, etc. Lepidopterele, în principal omizile torcătoare (Tortricidae), reprezentau 18,8%. Hemipterele ocupau locul patru (13,6%). În plus față de insectele de mai sus, au fost găsite cicadelide (Cicadellidae), purici meliferi (Psyllidae), viespi parazite (Ichneumonidae), muște cu ferăstrău (Symphyta) etc. Numărul total al insectelor dăunătoare din compoziția hranei a acestei speciei atingea 77,5% din totalul rămășițelor animale.
În nouă stomacuri ale pitulicilor fluierătoare, capturate în pădurile din lunca râului Ural au fost găsiți 26 gândaci de frunze (Chrysomelidae), 20 larve de cicadelide (Cicadellidae), 2 omizi și 2 adulți de buhe (Noctuidae), 35 diptere mici, 3 himenoptere și o furnică.
Este o specie folositoare, reglează efectivul multor nevertebrate fitofage neaccesibile pentru alte păsări în păduri și parcuri.

## Reproducerea

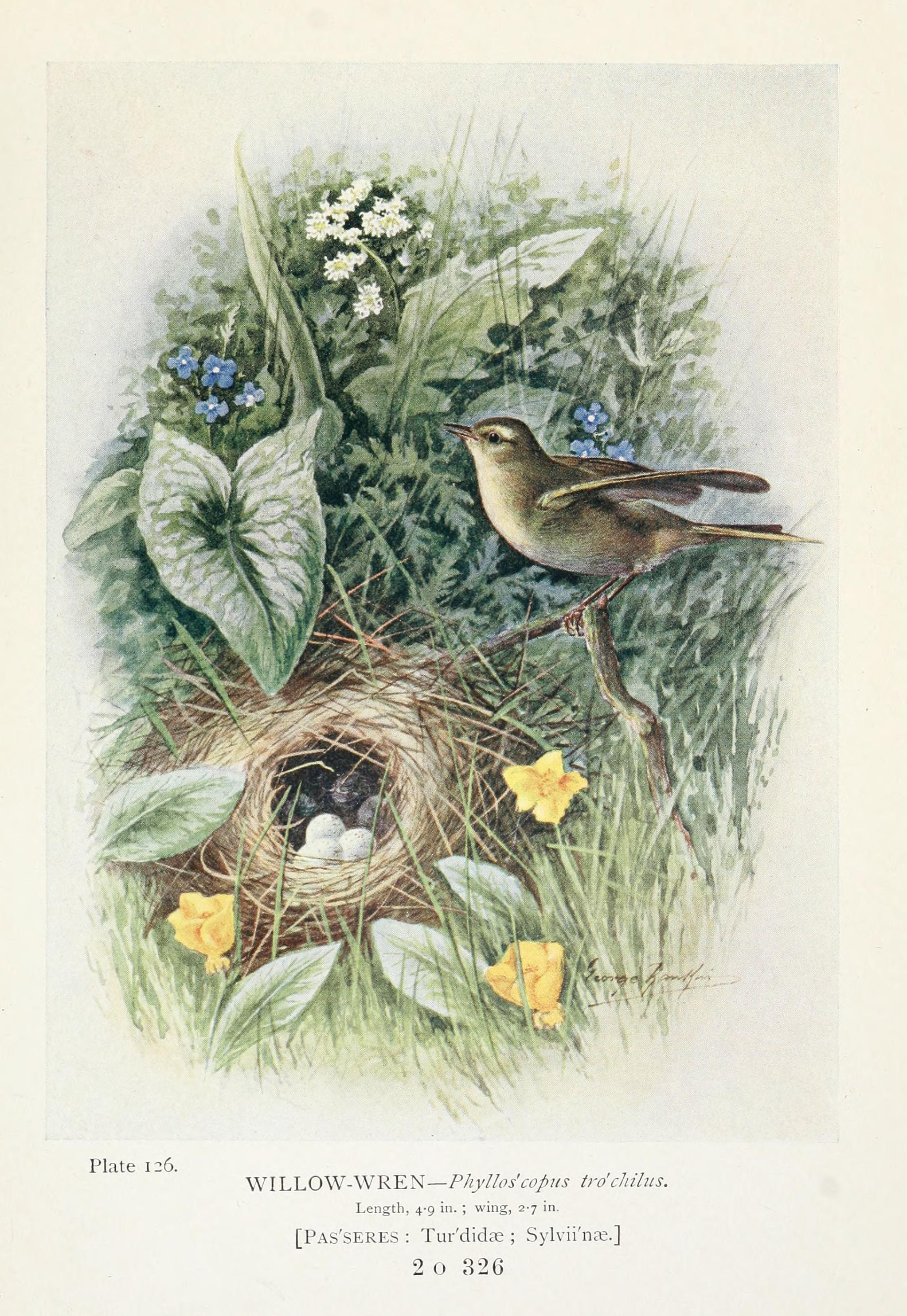
Cuibul pitulicii fluierătoare, după Landsborough Thomson.

Pitulicea fluierătoare se reproduce în aprilie-iulie; în nord-vestul Siberiei în iunie-iulie.
Masculii sunt monogami, dar pot fi și poligami, un mascul putând forma pereche cu 2-3 femele. Pitulicea fluierătoare este o pasăre foarte fidelă locurilor de cuibărit. Masculii sosesc primii în ținuturile natale, și în funcție de starea vremii, încep să selecteze locurile de cuibărit imediat după sosire, sau după un timp scurt. Femelele care apar mai târziu nu sunt lăsate imediat în locurile de cuibărit și în unele cazuri perechile formate se stabilesc nu departe una de cealaltă.
Mărimea teritoriului ocupat de o pereche este variabilă și depinde de dimensiunea habitatului, de ex. variază de la 0,6 ha la 1,2 ha în mestecenii pitici din centrul Siberiei. Masculii poligami pot avea unul sau mai multe teritorii. Se întâlnesc de asemenea masculi singuratici, neîmperecheați. Masculii își apără teritoriile de cuibărit primare și secundare cu agresivitate, iar încăierările sunt frecvente, în special în zonele cu densitate mare a populației; disputele de la hotarele teritoriilor ocupate pot continua până la ieșirea puilor din ouă. Pitulicea fluierătoare este considerată mai agresivă în apărarea teritoriului de cuibărit decât pitulicea mică (Phylloscopus collybita) sau pitulice sfârâitoare (Phylloscopus sibilatrix). Formarea perechilor este inițiată de femelă care intră pe teritoriul masculului, după care masculul se apropie de ea bătând încet din aripile încordate, pe care le ține deasupra orizontalei, sau zboară planând cu aripile ridicate și scoate un strigăt de chemare ciripitor și dulceag; la aterizare, adoptă o poziție orizontală cu capul ținut înainte (sau îl mișca dintr-o parte în alta) și aripile coborâte, apoi se avântă spre femelă și o urmărește. Când urmărește femela masculul își răsfiră coada în evantai și bate tremurător din aripile parțial desfăcute și în același timp scoate un strigăt ciripitor.
Cuibul este construit de femelă, masculul o poate ajuta la colectarea materialului pentru cuib. Pitulicea fluierătoare își face cuibul pe pământ într-o mică adâncitură sau pe un loc neted sau pe o moviliță în apropiere de o buturugă, dar întotdeauna într-un spațiu iluminat din subarboret: la liziera pădurilor, la marginea unei poiene sau lângă o potecă, unde crengile arborilor sunt mult lăsate spre suprafața solului sau în zone cu multe tufe și plante perene înalte sau unde sunt muguri de mur și de zmeură, pe panta unei gropi sau unui șanț din pădure, sau pe panta unei râpi acoperită cu vegetație nu prea deasă. În tundră cuibul este amplasat într-un luminiș din sălciș. În toate cazurile cuibul este bine camuflat, fiind bine ascuns în iarbă uscată, și poate fi văzută numai gaura înnegrită de intrare printre frunze și mușchi. Cuibul  este amplasat în vegetație deasă printre ierburi înalte din pădurile rare sub o tufar sau un copac sau în tufele de graminee, sau într-un copac până la 4,8 m de la pământ, într-o crăpătură sau într-o plantă cățărătoare.

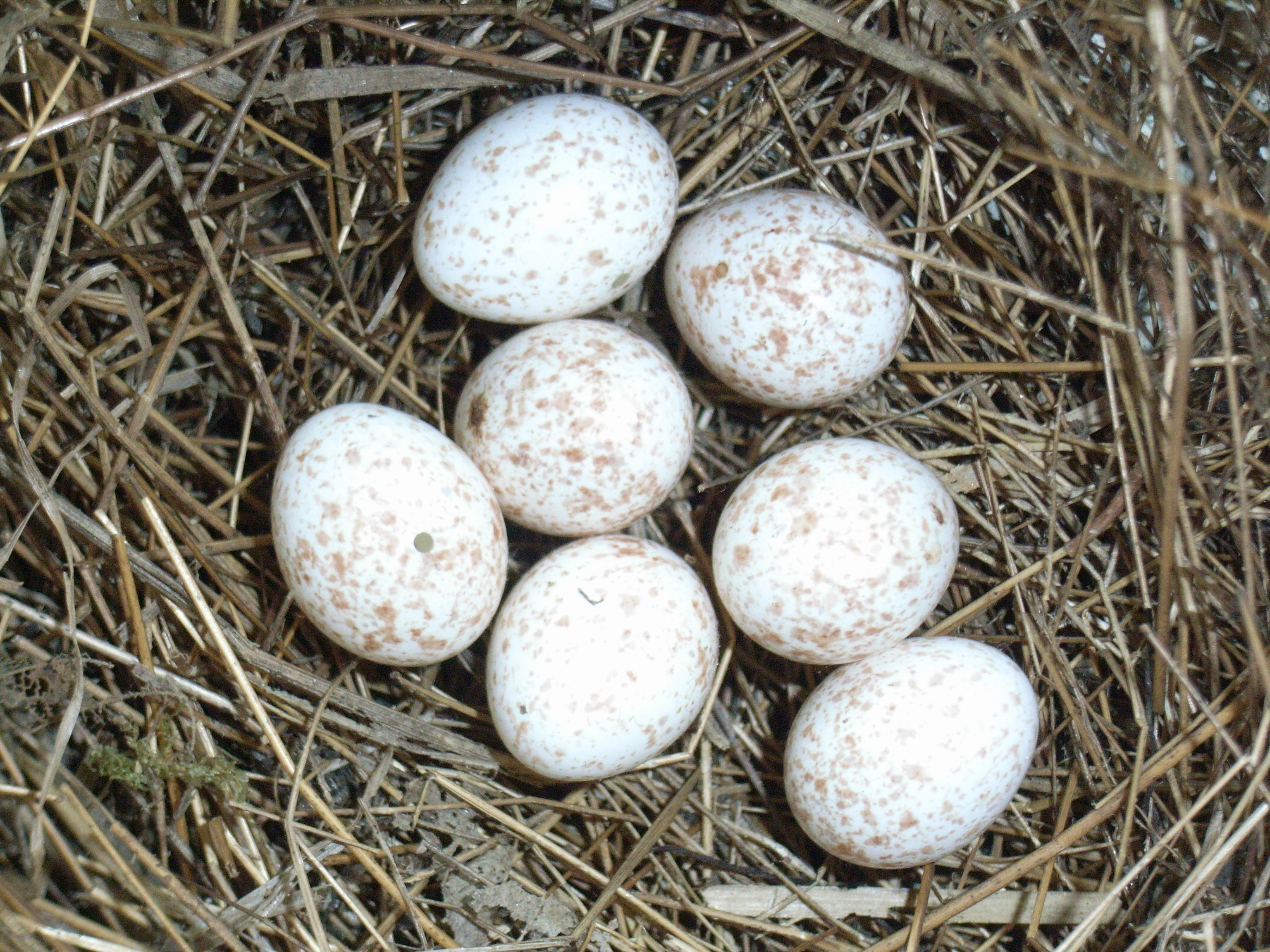
Ouăle pitulicii fluierătoare

Cuibul este sferic și are forma unui manșon sferic sau unui dom, cu o intrare laterală. Cuibul este format din cuibul propriu zis și din acoperișul de deasupra lui în formă de cupolă. Femela îl construiește din fire subțiri de ierburi uscate de graminee spontane, frunze, bețișoare, fibre vegetale, tulpinițe de mușchi, ace de conifere (pin etc.), bucăți de coajă, bucăți de lemn putred, rădăcinuțe, împletite destul de lax. Interiorul cuibului este căptușit cu fire fine de iarbă, rădăcinuțe subțiri, păr de animale, puf și diferite pene de păsări. Dimensiuni: diametrul cuibului 85-145 mm, înălțimea cuibului 48-125 mm, diametrul interiorului cuibului 43-67,5 mm, adâncimea interiorului cuibului 25-70 mm, diametrele găurii de intrare 30×65 mm. Construcția cuibului durează aproximativ 7 zile.
Femela depune de obicei o singură pontă pe an, dar a doua pontă nu este rară. Ponta constă din 4-8 (de obicei 5-6) ouă.  Dacă depune și a doua pontă, numărul ouălor este mai mic. Ouăle sunt depuse la un interval de 24 de ore între ele. Ouăle sunt albe sau albe-gălbui, stropite neuniform cu pete și puncte cărămizii sau roșcate sau roșu-brunii cu o densitate variabilă pe suprafața lor. Uneori aceste pete și puncte formează o cunună în jurul capătului rotunjit al ouălui. Dimensiuni: (22 ouă) 15-18×11,5-13, în medie 16×12,2 mm.  Incubația este asigurată numai de către femelă și durează 12-14 zile.

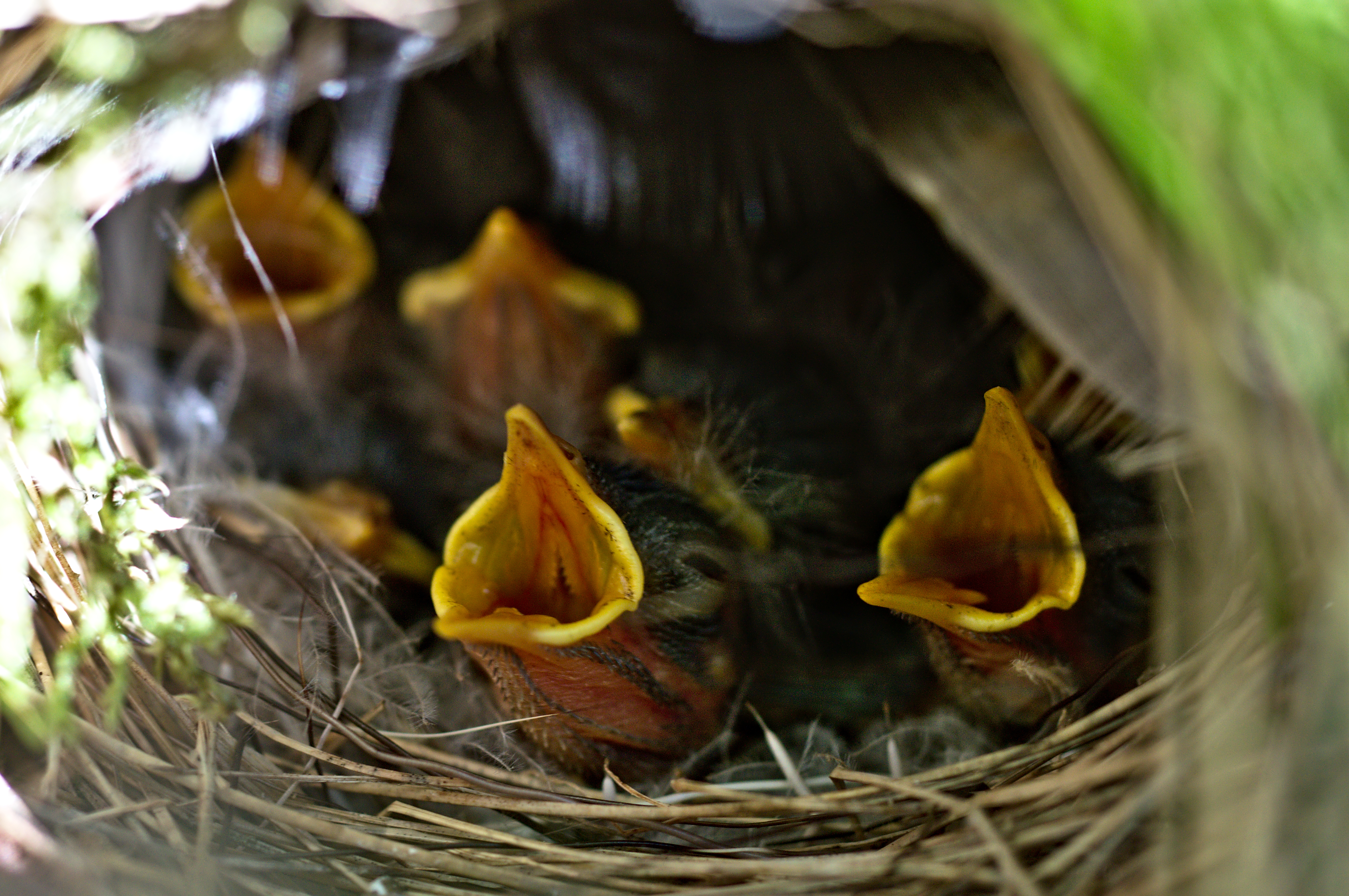
Puii pitulicii fluierătoare în cuib

Puii din cuib, de tip nidicol, sunt hrăniți mai ales de femelă, masculul o poate ajuta. Puii părăsesc cuibul după 11-15 de zile de la eclozare; ei devin independenți după 12-16 zile de la părăsirea cuibului.
În România ponta este depusă la sfârșitul lunii aprilie - începutul lunii mai. În Republica Moldova Averin și Ganea au studiat trei cuiburi ale pitulicii fluierătoare. În pădurea Vîșcăuți din raionul Orhei ei au găsit o pontă cu 5 ouă la 1 iunie 1961; în pădurea de la Coșnița din raionul Dubăsari, un cuib cu 5 pui de 7-8 zile la 2 iunie 1957; în pădurea de la Olănești un cuib cu cinci pui golași de 1-2 zile la 31 mai 1958.
Succesul reproductiv este adesea bun; din 400 de ouă depuse de păsări în 68 de cuiburi timp de peste 12 ani în peninsula Iamal (nordul Rusiei), 71% au eclozat, 77% din puii eclozați au părăsit cuibul și succesul reproductiv a fost în medie 55%.
Pitulicea fluierătoare atinge maturitatea sexuală la vârsta de un an. Longevitatea este în general de 1-4 ani, dar atinge în libertate longevitatea maximă de 11 ani și 8 luni, la Kaliningrad (Rusia), mortalitatea anuală a adulților este de 67%.

## Deplasări sezoniere

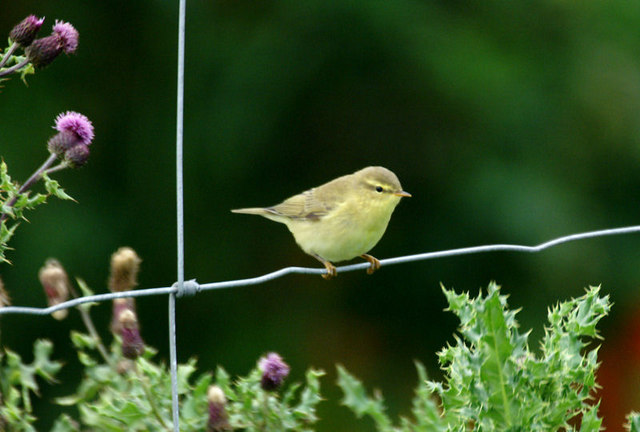
Pitulicea fluierătoare în Scoția

Pitulicea fluierătoare este o pasăre migratoare. Toamna, aceste păsări migrează în masă spre sud pentru a ierna în sudul Africii și se reîntorc în Europa în aprilie și începutul lunii mai. Toate populațiile iernează în Africa la sud de Sahara, în număr mic în vestul și centrul Etiopiei, sud-estul Somaliei și la nord de Sahara în Algeria, Tunisia și Egipt.
Păsările care cuibăresc în Insulele Britanice, sudul Scandinaviei și estul Germaniei (subspecia nominată trochilus) se deplasează toamna la sud sau sud-vest prin sud-vestul Franței și centrul Iberiei spre nord-vestul Marocului; cele din nordul Scandinaviei și Finlanda (subspecia acredula) se deplasează spre sud sau sud-est prin estul Mediteranei, în timp ce cele din estul îndepărtat al arealului (subspeciile acredula și yakutensis) se deplasează spre vest și apoi spre sud prin vestul Siberiei (la vest de Marea Aral) și în număr mic la est de Marea Caspică; prin urmare păsările din estul extrem al arealului migrează pe o distanță de până la 12.000 km spre cartierele de iarnă. Ornitologii de la Universitatea Lund, Suedia, într-un studiu au constatat că subspecia Phylloscopus trochilus yakutensis având o greutate doar 10 grame și o lungime 11-12 centimetri realizează una dintre cele mai lungi migrații de peste 13.000 de kilometri în 93 - 118 zile din Siberia spre sud-estul Africii, cu extrem de putine popasuri, luând în considerare talia păsării, care este foarte mică, în comparație cu alte specii care migrează pe aceeași distanță. Pitulicea fluierătoare migrează în principal noaptea, acoperind cel puțin 100 km în 24 de ore; un exemplar inelat în Finlanda la mijlocul lui august a fost recuperat 47 de zile mai târziu în sudul Africii, parcurgând în medie 218 km pe zi; există unele dovezi că pasajul de primăvară al subspeciei acredula prin centrul Europei este mai rapid (140 km pe zi) decât cel al subspeciei nominate prin vestul Europei.
Cartierele precise de iarnă ale subspeciilor nu sunt bine stabilite, însă recuperarea păsărilor inelate arată că subspecia nominată trochilus iernează în principal în vestul Africii (din Senegal spre est până în Camerun) și un număr mai mic în centrul și sudul Africii. Subspecia acredula iernează în Camerun (un număr mic ajunge și în Liberia), vestul Republicii Democrate Congo (dar aici este mai numeroasă subspecia nominată) și estul și sudul Africii (subspecia acredula este mai numeroasă decât subspecia nominată în Angola). Subspecia yakutensis se deplasează prin Iordania în estul Africii (spre vest până în sud-vestul Republicii Democrate Congo), dar majoritatea iernează mai departe spre sud, din Zambia spre sud până în Namibia și estul Africii de Sud (în KwaZulu-Natal).

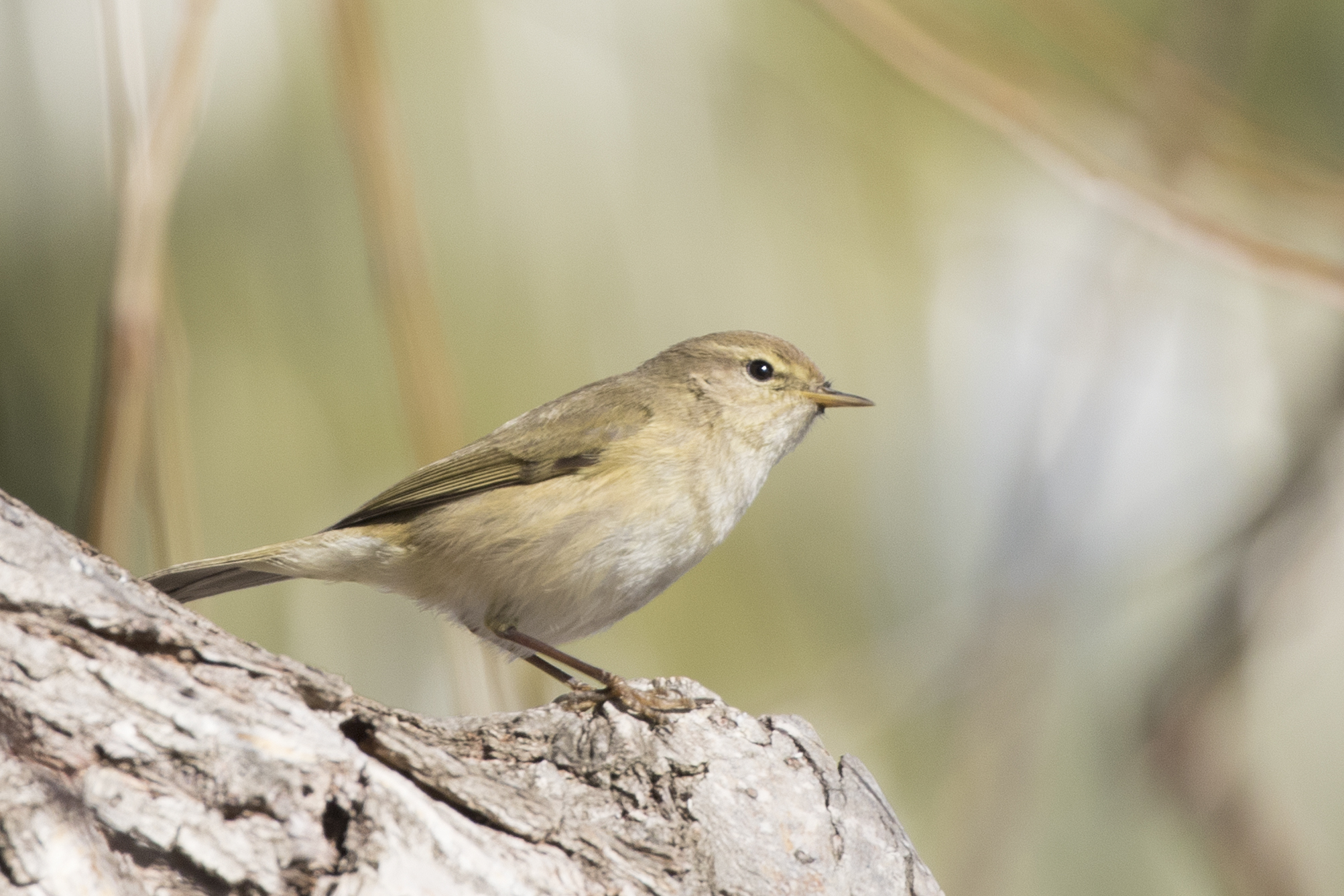
Pitulicea fluierătoare în Turcia

Pitulicea fluierătoare părăsește locurile de cuibărit la sfârșitul lui august sau la începutul lui septembrie, cu perioada de vârf a pasajului prin centrul Europei pe la 10 septembrie; ultimele păsări pleacă din regiunea Moscovei pe la mijlocul lui octombrie, din Enisei (centrul Siberiei) și regiunea Tomsk (vestul Siberiei) pe la sfârșitul lui septembrie; subspecia yakutensis este prezentă la începutul lui septembrie în regiunea Anadîr. Păsările care cuibăresc în Marea Britanie se deplasează inițial spre sud în etape scurte, dar păsările din Scandinavia ajung probabil în sud-vestul Europei în zboruri mai lungi; poposesc în centrul Iberiei și în alte zone din jurul Mediteranei unde se hrănesc și acumulează grăsimi pentru zborul neîntrerupt spre sudul Saharei, de asemenea se hrănesc regulat în oazele din Algeria. Trec în pasaj peste Marea Mediterană de la jumătatea lui august până la jumătatea lui octombrie, sosesc în regiunea Sahel din Mali la jumătatea lui august, și se deplasează mai târziu mai departe spre sud, de ex. în Ghana la mijlocul lui septembrie și din Camerun spre Gabon în octombrie, dar nu mai devreme de începutul lui noiembrie în Sierra Leone. Pasajul prin vestul Kazahstanului are loc până la sfârșitul lui octombrie și în jurul Mării Negre spre Bosfor de la mijlocul lui septembrie până la începutul lui octombrie. În Egipt sunt recuperați în număr mare indivizii inelați în nordul Europei (din Danemarca până în Rusia Europeană). Trec în pasaj prin Arabia de la sfârșitul lui august până la începutul lui noiembrie și sosesc în estul Africii (la sud de Somalia, unde probabil sunt absente toamna) la jumătatea lui septembrie, dar mai ales din octombrie până la începutul lui decembrie. Sunt prezente în estul Republicii Democrate Congo de la mijlocul lui septembrie, în Zambia și Zimbabwe de la sfârșitul lui septembrie (sosesc mai ales la sfârșitul lui octombrie), și în Angola și Africa de Sud de la mijlocul lui octombrie.
Migrația de primăvară spre locurile de cuibărit începe la sfârșitul lunii februarie și în martie în sudul și vestul Africii, cu o intensitate maximă în Zambia și Zimbabwe la sfârșitul lui martie, puțini rămân până la sfârșitul lui aprilie sau începutul lui mai; un pasaj mic al subspeciei yakutensis are loc în nordul Zambiei la mijlocul lunii februarie. Trec în pasaj prin estul Africii de la jumătatea lui martie, cu o intensitate maximă în prima jumătate a lui aprilie, dar  uneori sunt numeroase în Somalia până la mijlocul lui mai. Toate pleacă din Sierra Leone până la sfârșitul lui martie, din Ghana până la începutul lui aprilie, majoritatea pleacă din Mali la începutul lui mai (dar unele sunt prezente pe tot parcursul anului în zona inundabilă a fluviului Niger). Trec în pasaj peste Marea Mediterană și în Europa Centrală de la la mijlocul lui martie până la sfârșitul lui mai, sosesc în sudul Marii Britanii de la sfârșitul lui martie până la începutul lui mai, majoritatea sosesc în sudul Suediei și la est până în regiunea Moscovei în a doua jumătate a lui aprilie, iar mai departe spre nord în partea europeană a Rusiei și la est până în Siberia Centrală majoritatea ajung de la mijlocul lui mai până la jumătatea lui iunie. Trec în pasaj prin statele Golfului Persic spre nord către Iran și Kazahstan de la începutul lui aprilie până la jumătatea lui mai. Primele păsări sosesc în nordul regiunii caspice și vestul Siberiei la sfârșitul lui aprilie și ajung în Peninsula Iamal și în regiunea Anadîrului (subspecia yakutensis) în ultima săptămâna a lui mai și prima săptămână a lui iunie.
Apariții accidentale au fost înregistrate la vest în Insulele Capului Verde, Insula Madeira și Insulele Canare, la nord în Insula Urșilor, Groenlanda, Islanda și Spitsbergen, la est în Pakistan, Coreea, Japonia și Filipine și SUA (Insula Saint Lawrence, Alaska). Pitulicea fluierătoare a fost văzută și în sudul Indiei și există două exemplare muzeale colectate în Pakistan și Nepal.

### România și Republica Moldova

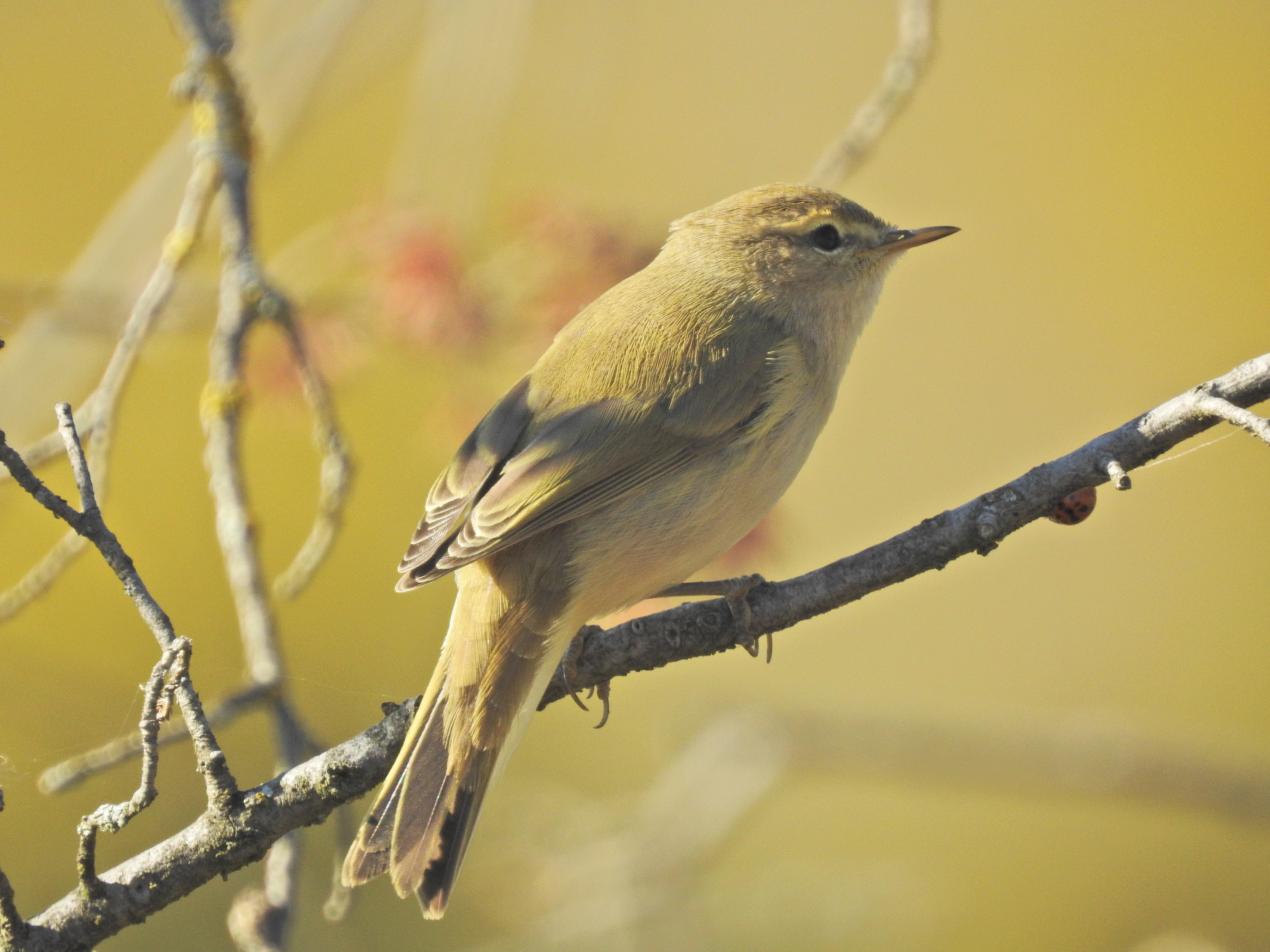
Pitulicea fluierătoare în România

În România pitulicea fluierătoare (subspecia trochilus) este o specie migratoare, oaspete de vară. Se întoarce din cartierele de iernare de obicei, la sfârșitul lunii martie - începutul lunii aprilie. Părăsește zonele de cuibărit din România în cursul lunii septembrie, rareori începutul lunii octombrie, fiind frecventă ca specie de pasaj, în Dobrogea și mai ales pe coasta Mării Negre.
După Dombrowski pasajul de primăvară al subspeciei trochilus începe de regulă la mijlocul lui martie și durează până la începutul lui aprilie; pasajul de toamnă ține dela mijlocul lui august până la finele lui octombrie și ajunge punctul culminant la mijlocul lui Septembrie. Dombrowski remarcă că "Până acum nu am putut dovedi Pitulicea verde fluierătoare ca pasăre clocitoare, deși unele date de capturare (15.IV, 20.IV, 1.V, 30.VII, 7.VIII) ar grăi pentru aceasta."
Data sosirii și plecării pitulicii fluierătoare (subspecia trochilus) în România după Dombrowski (1912).
| Anul  | Primul exemplar | Ultimul exemplar |
| ----- | --------------- | ---------------- |
| 1896. | —               | 14.X.            |
| 1897. | 20.III          | 19.X.            |
| 1898. | 14.III          | —                |
| 1899. | 22.III          | 23.X.            |
| 1900. | 19.III          | 1.XI.            |
| 1901. | 11.III          | 24.X.            |
| 1902. | 22.III          | 19.X.            |
| 1903. | 8.III           | 21.X.            |
| 1904. | 10.III          | 30.X.            |
| 1905. | 20.III          | 19.X             |
| 1906. | 19.III          | —                |
| 1907. | 14.III          | 6.X.             |
| 1908. | 10.III          | 13.X.            |
| 1909. | 20.III          | 10.X.            |

În Republica Moldova pitulicea fluierătoare (subspecia acredula) sosește primăvara de obicei de la începutul lunii aprilie până la sfârșitul acestei luni. Cea mai timpurie sosire a pitulicii fluierătoare a fost observată pe 30 martie 1956 în pădurea de la Chițcani, când această pasăre a fost prinsă. Migrația de toamnă începe devreme, de la mijlocul lui august și durează până la sfârșitul lui octombrie. Pleacă în masă în prima și a doua decadă a lunii septembrie.  La 8 septembrie 1959, Averin și Ganea au văzut multe pitulici fluierătoare în livezile sovhozului Copanca din raionul Căușeni. Cele mai tardive păsări au fost observate la 25 octombrie 1963 în pădurile ocolului silvic din Lozova.

## Statutul și conservarea

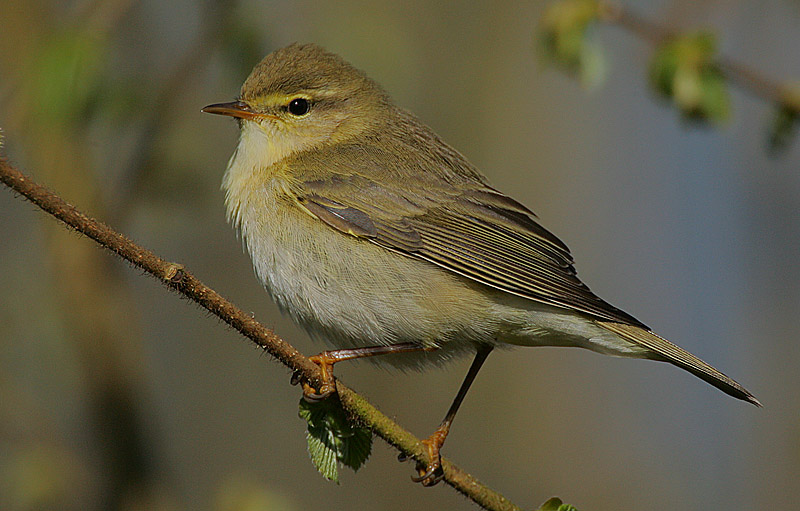
Pitulicea fluierătoare în Scoţia

Specia nu este amenințată cu dispariția la nivel global (LC după criteriile IUCN). Pitulicea fluierătoare este comună, iar în unele locuri foarte numeroasă.
În Europa, populația cuibăritoare este estimată la 62.200.000-97.100.000 de perechi, ceea ce echivalează cu 124.000.000-194.000.000 de indivizi maturi. Europa reprezintă circa 30% din arealul global, astfel că o estimare foarte preliminară a mărimii populației globale este de 413.000.000-647.000.000 de indivizi maturi, dar este necesară o validarea ulterioară a acestei estimări.
Cele mai mari populații cuibăritoare se află în Rusia (30.000.000-42.000.000 de perechi), Suedia (7.930.000-18.460.000 de perechi), Finlanda (6.300.000-9.200.000 de perechi), Norvegia (6.000.000-9.500.000 de perechi), Polonia (3.000.000-3.500.000 de perechi). Populația din Marea Britanie este estimată la 2,4 milioane de perechi, iar cea  Irlanda 1.064.110-3.459.340. În schimb, mai puțin de 100 de perechi sunt înregistrate în Spania.
Densitățile în teritoriile de reproducere variază, fiind estimate la 55.000 de perechi pe 50 km² în Scandinavia, scăzând la 442 perechi pe 50 km² în Elveția; în Siberia Centrală, cele mai mari densități de 55 de păsări/km² sunt înregistrate în estul Peninsulei Taimîr. Densitatea medie este de 116 perechi/km² în regiunea cursului inferior al Obiului din nord-vestul Siberiei.
În Europa, trendul populațional din perioada 1980-2013 arată că populațiile speciei au suferit un declin numeric moderat în țări precum Suedia și Finlanda, restul efectivelor au rămas stabile și declinul general a fost unul foarte mic. În prezent populația europeană este stabilă și nu s-au observat schimbări majore ale arealului sau populației de la mijlocul anilor 1950, dar a cuibărit în Portugalia, în Insulele Feroe și în Sicilia și acum cuibărește în nordul Italiei și începând cu sfârșitul anilor 1970 în Slovenia. Se pare că și-a extins arealul spre nord în Peninsula Iamal din nord-vestul Siberiei. Spre deosebire de pitulicea mică (Phylloscopus collybita), populația pitulicii fluierătoare nu este afectată după cât se pare de secetele severe din regiunea Sahelului din Africa, probabil datorită faptului că majoritatea indivizilor pitulicii fluierătoare iernează mai spre sud și sunt mai puțin afectați de deșertificarea habitatelor de iarnă.
În România populația a fost estimată la 5.000-50.000 de perechi cuibăritoare, fiind catalogată stabilă.
Pentru Republica Moldova datele sunt contradictorii,  după BirdLife International populația este estimată la 1-10 de perechi cuibăritoare, după Averin și Ganea pitulicea fluierătoare este o specie cuibăritoare obișnuită și numeroasă, după A. Munteanu este o specie cu efectiv redus,  iar după T. Cozari este o specie comună.
Populația europeană estimată de perechi cuibăritoare.
| Țara (sau teritoriul) | Populația estimată (perechi cuibăritoare) | Anul estimării |
| --------------------- | ----------------------------------------- | -------------- |
| Albania               | 0-50                                      | 2002-2012      |
| Austria               | 30.000-50.000                             | 2001-2012      |
| Bielorusia            | 950.000-1.100.000                         | 2001-2012      |
| Belgia                | 50.000-100.000                            | 2008-2012      |
| Bulgaria              | 10-150                                    | 2005-2012      |
| Croația               | 25-150                                    | 2010           |
| Republica Cehă        | 450.000-900.000                           | 2012           |
| Danemarca             | 260.000                                   | 2011           |
| Estonia               | 900.000-1.300.000                         | 2008-2012      |
| Finlanda              | 6.300.000-9.200.000                       | 2006-2012      |
| Franța                | 70.000-130.000                            | 2008-2012      |
| Georgia               | Prezentă                                  | -              |
| Germania              | 900.000-1.600.000                         | 2005-2009      |
| Ungaria               | 15.000-20.000                             | 2005-2007      |
| Republica Irlanda     | 1.064.110-3.459.340                       | 2006-2011      |
| Letonia               | 528.961-885.208                           | 2012           |
| Liechtenstein         | 30-60                                     | 2009-2014      |
| Lituania              | 100.000-250.000                           | 2008-2012      |
| Luxemburg             | 8.000-10.000                              | 2008-2012      |
| Moldova               | 1-10                                      | 2000-2010      |
| Olanda                | 459.122-561.149                           | 2008-2011      |
| Norvegia              | 6.000.000-9.500.000                       | 2013           |
| Polonia               | 3.000.000-3.500.000                       | 2008-2012      |
| România               | 5.000-50.000                              | 2001-2013      |
| Rusia                 | 30.000.000-42.000.000                     | 2000-2008      |
| Slovacia              | 400.000-600.000                           | 2002           |
| Slovenia              | 300-400                                   | 2002-2012      |
| Spania                | 60                                        | 1998-2002      |
| Suedia                | 7.930.000-18.460.000                      | 2008-2012      |
| Elveția               | 2.000-6.000                               | 2008-2012      |
| Ucraina               | 420.000-760.000                           | 2000           |
| Marea Britanie        | 2.400.000                                 | 2009           |
| Uniunea Europeană     | 24.900.000-43.700.000                     | -              |
| Europa                | 62.200.000-97.100.000                     | -              |